# 1930
1930 (MCMXXX) byl rok, který dle gregoriánského kalendáře započal středou.

## Události
Automatický abecedně řazený seznam viz Kategorie:Události roku 1930

### Československo
- 6. března – Byl přijat Zákon o zásluhách T. G. Masaryka.
- 28. října – V Ostravě byla otevřena Nová radnice.
- 29. října – V Praze byl dán do provozu Libeňský most (v době otevření nazvaný Most T.G. Masaryka).
- 30. října – Na Novém Městě v Praze byla dostavěna budova Spolku výtvarných umělců Mánes.

### Svět
- 31. ledna – Bylo zahájeno Mistrovství světa v ledním hokeji ve Francii, Rakousku a Německu.
- 12. března – Mahátma Gándhí zorganizoval Solný pochod na protest proti britskému monopolu na výrobu soli.
- 28. března – Turecké město Konstantinopol se oficiálně přejmenoval na Istanbul.
- 29. března – V Polsku byla jmenována první vláda Waleryho Sławka.
- 31. března – V Německu byla jmenována první vláda Heinricha Brüninga.
- 22. dubna – Na Londýnské konferenci podepsaly Spojené království, USA a Japonsko smlouvu o limitech celkové tonáže nižších tříd národních loďstev.
- 27. května – Na Manhattanu byl otevřen mrakodrap Chrysler Building, nejvyšší budova světa.
- 8. června – Rumunský král Karel II. nastoupil na trůn.
- 30. června – V Bagdádu byla podepsána Anglo-irácká dohoda, kterou o dva roky později skončil britský mandát a Irácké království získalo formální nezávislost.
- 22. července – Během oslav při navrácení Porýní Německu se v Koblenzi převrhl pontonový most a 38 lidí se utopilo. Přítomen byl i prezident Paul von Hindenburg.
- 23. července – Při zemětřesení v jižní Itálii o síle 6,5 stupňů zemřelo okolo 1 430 lidí.
- 4.–6. srpna – V Montaně proběhl Sněm indiánských mluvčích znakového jazyka.
- 16. srpna – V kanadském Hamiltonu se poprvé uskutečnily Hry Commonwealthu.
- 25. srpna – V Polsku byla jmenována druhá vláda Józefa Piłsudského.
- 11. září – Byla zaznamenána dosud největší erupce sopky Stromboli.
- 14. září – V německých říšských volbách získala NSDAP 18,3 % hlasů a stala se tak po SPD druhou nejsilnější stranou.
- 1. října – V Spojeném království byla vydána Passfieldova bílá kniha, která analyzovala příčiny palestinských nepokojů v roce 1929.
- 14. října – Členové Hnutí Lapua pod vedením generálporučíka Kurta Walleniuse unesli v Helsinkách bývalého finského prezidenta Kaarlo Ståhlberga s manželkou.
- 2. listopadu – Haile Selassie se stal císařem Etiopie.
- 5. prosince – V Polsku byla jmenována druhá vláda Waleryho Sławka
- 31. prosince – Papež Pius XI. vydal encykliku Casti connubii o eugenice a svátosti manželství.
- Světová populace přesáhla 2 miliardy lidí[1]
- V Kentucky byla založena firma KFC.
- Erupce sopky Merapi na Jávě.

## Vědy a umění
- 18. února objevil Clyd Tombaugh trpasličí planetu Pluto
- 13. listopadu má premiéru divadelní hra W. A. Drake Grand Hotel v New Yorku
- říjen – Hans Bauer sestavil abecedu Ugaritského klínového písma.
- prosinec – V Brně byla dostavěna vila Tugendhat.
- Druhý manifest surrealismu
- Thomas Alva Edison patentoval umělý kaučuk
- V Československu měly premiéry filmy C. a k. polní maršálek, Svatý Václav a Tonka Šibenice.
- Eduard Štorch vydal román Osada Havranů.
- německý paleobotanik Walter Max Zimmermann vyslovil tzv. Telomovou teorii

## Nobelova cena
- Nobelova cena za fyziku – Chandrasekhara Venkata Raman za práce o difuzi světla a za prokázání tzv. Ramanova jevu
- Nobelova cena za fyziologii a lékařství – Karl Landsteiner za objev krevních skupin
- Nobelova cena za chemii – Hans Fischer za práce o strukturální výstavbě krevních a rostlinných barevných látek
- Nobelova cena za literaturu – nebyla udělena
- Nobelova cena za mír – Nathan Söderblom – za 1. světové války zahájil rozsáhlou církevní akci pro smíření národů

## Narození
Automatický abecedně řazený seznam viz Kategorie:Narození v roce 1930

### Česko

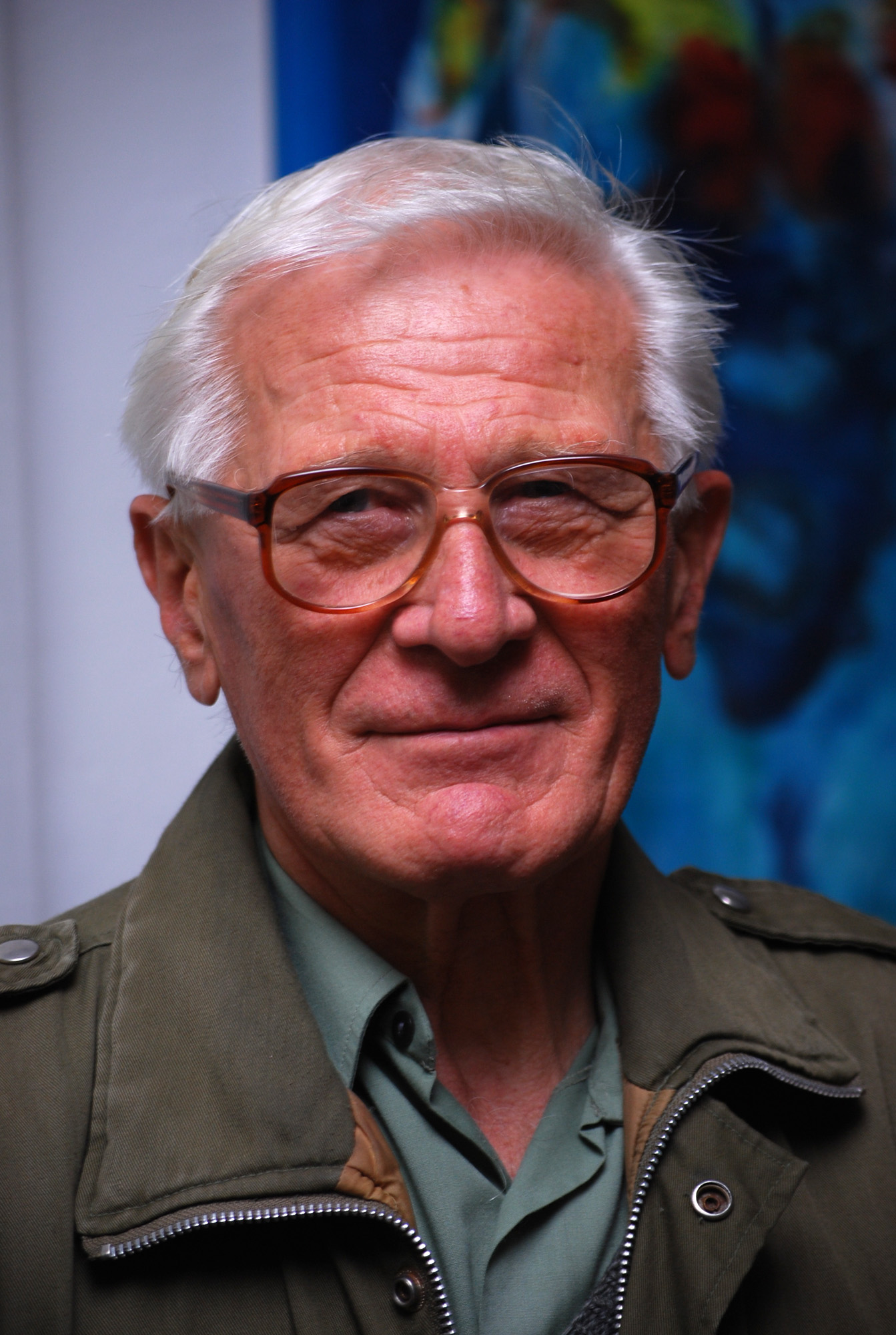
Miloš Zapletal (* 13. ledna)

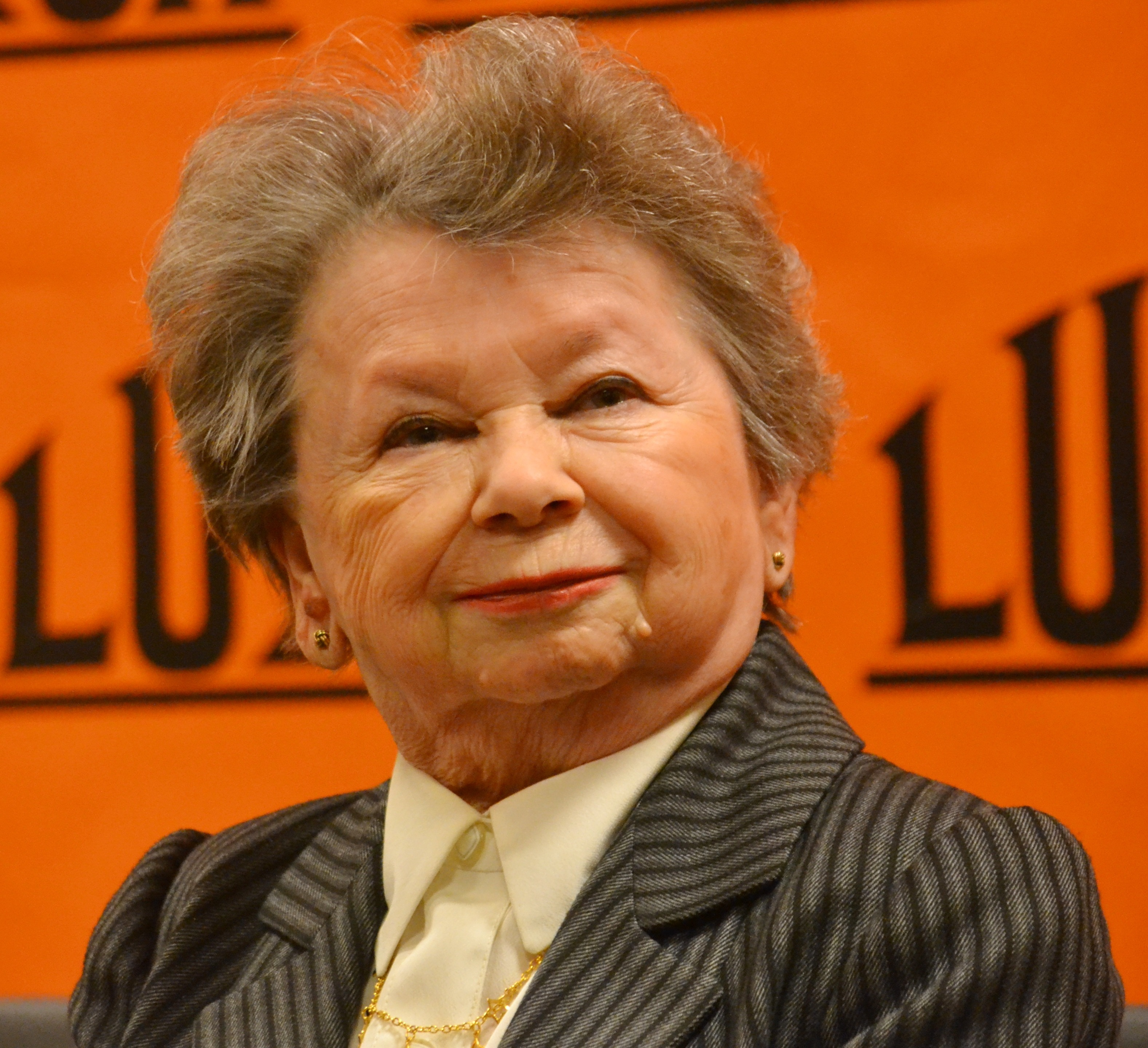
Aťka Janoušková (* 16. března)

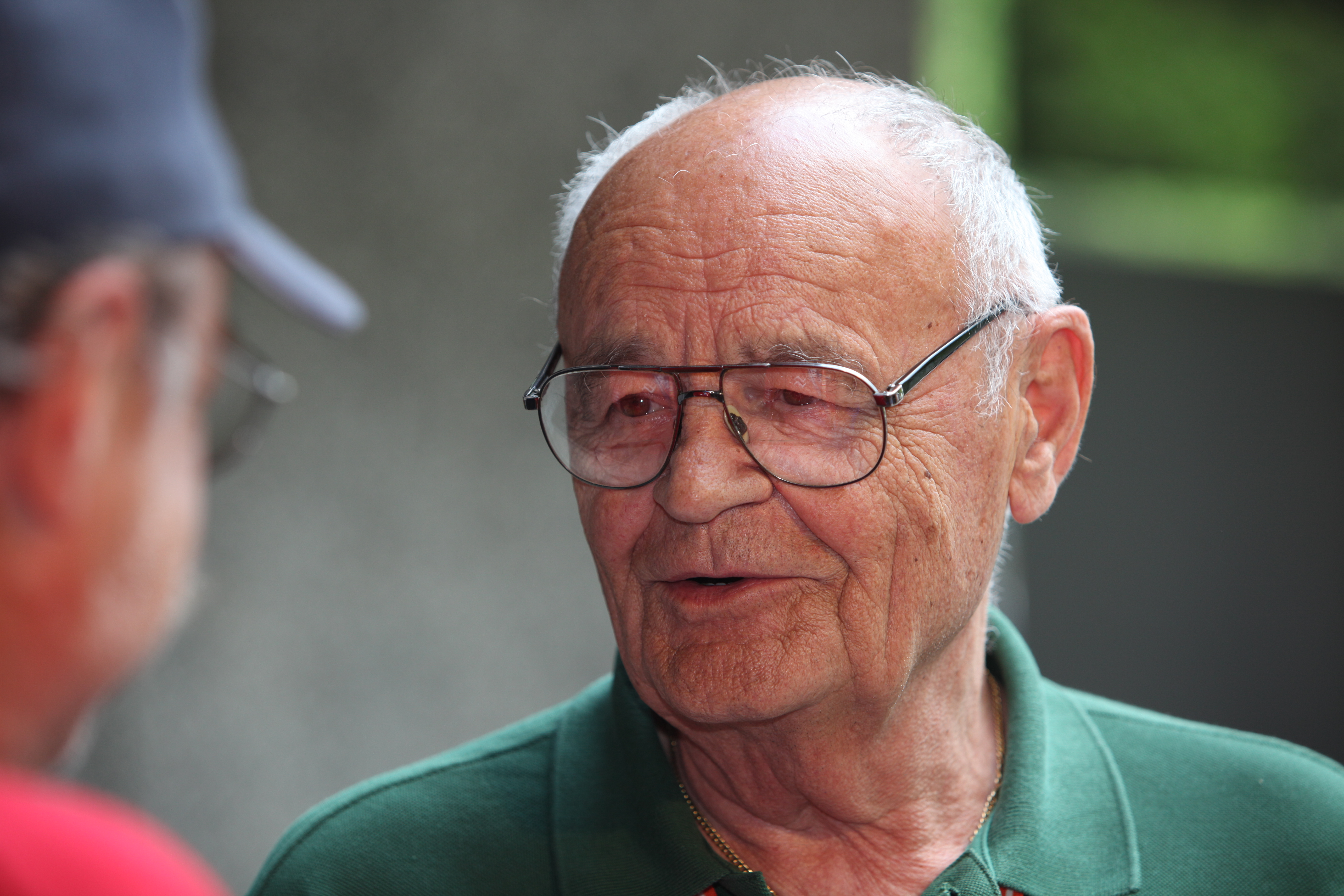
Václav Vorlíček (* 3. června)

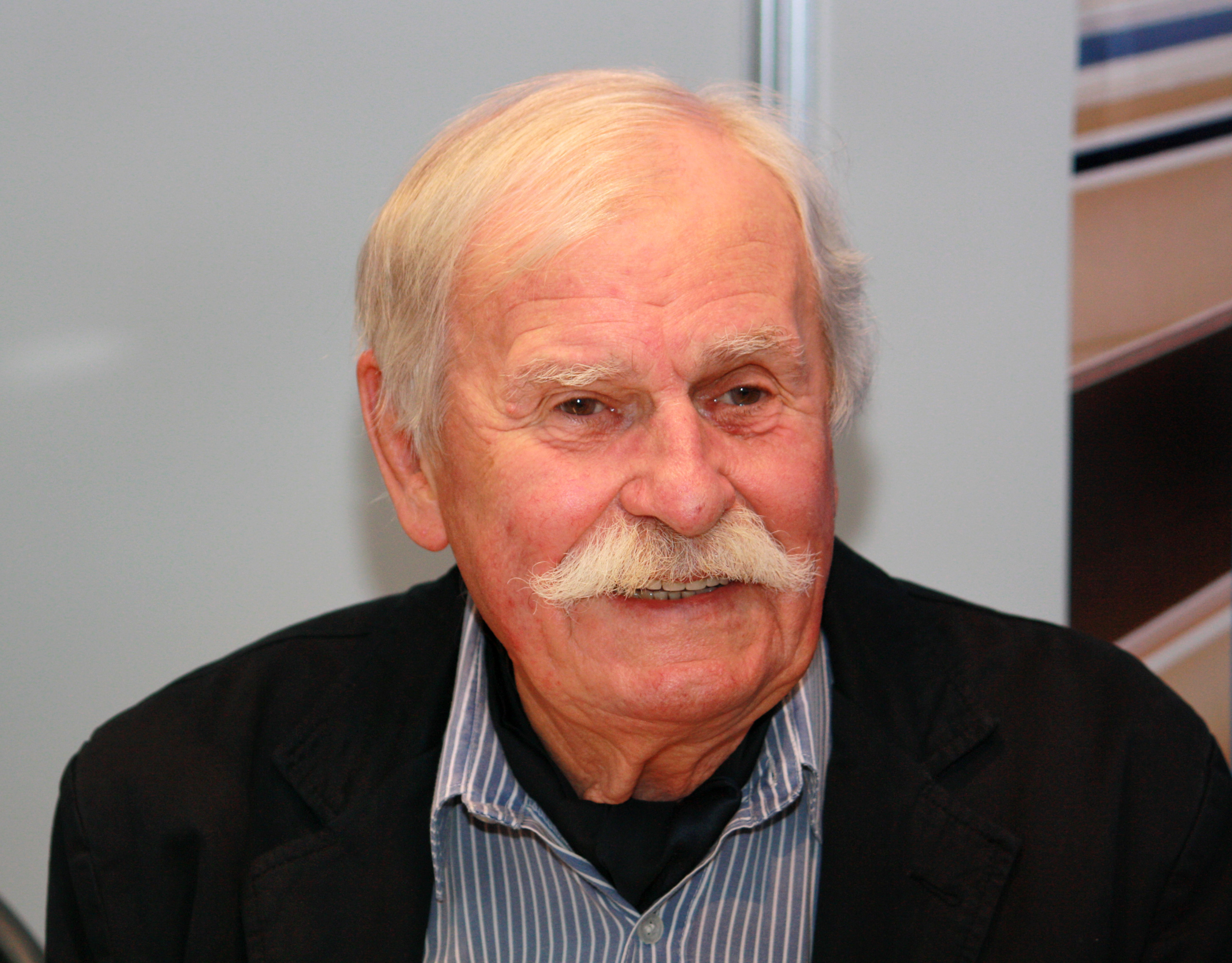
Adolf Born (* 12. června)

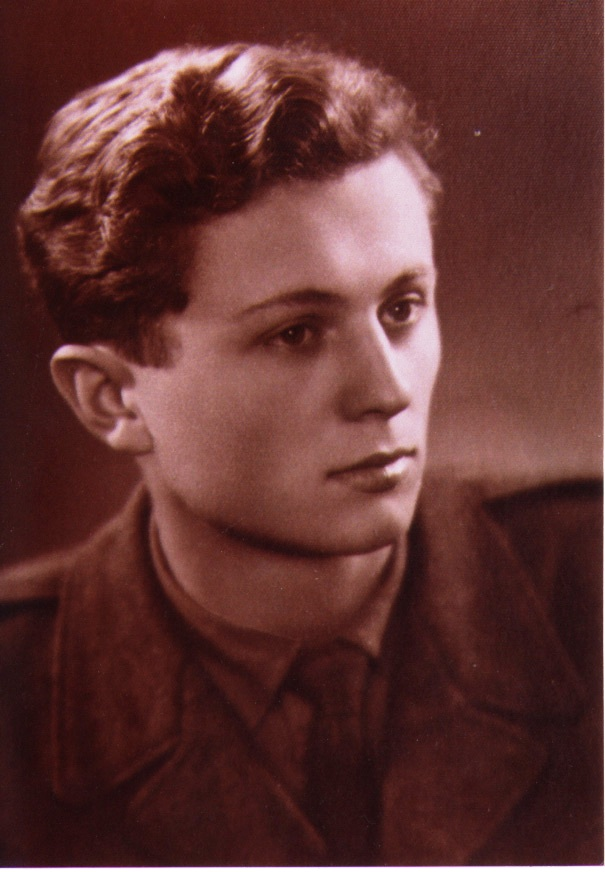
Ctirad Mašín (* 11. srpna)

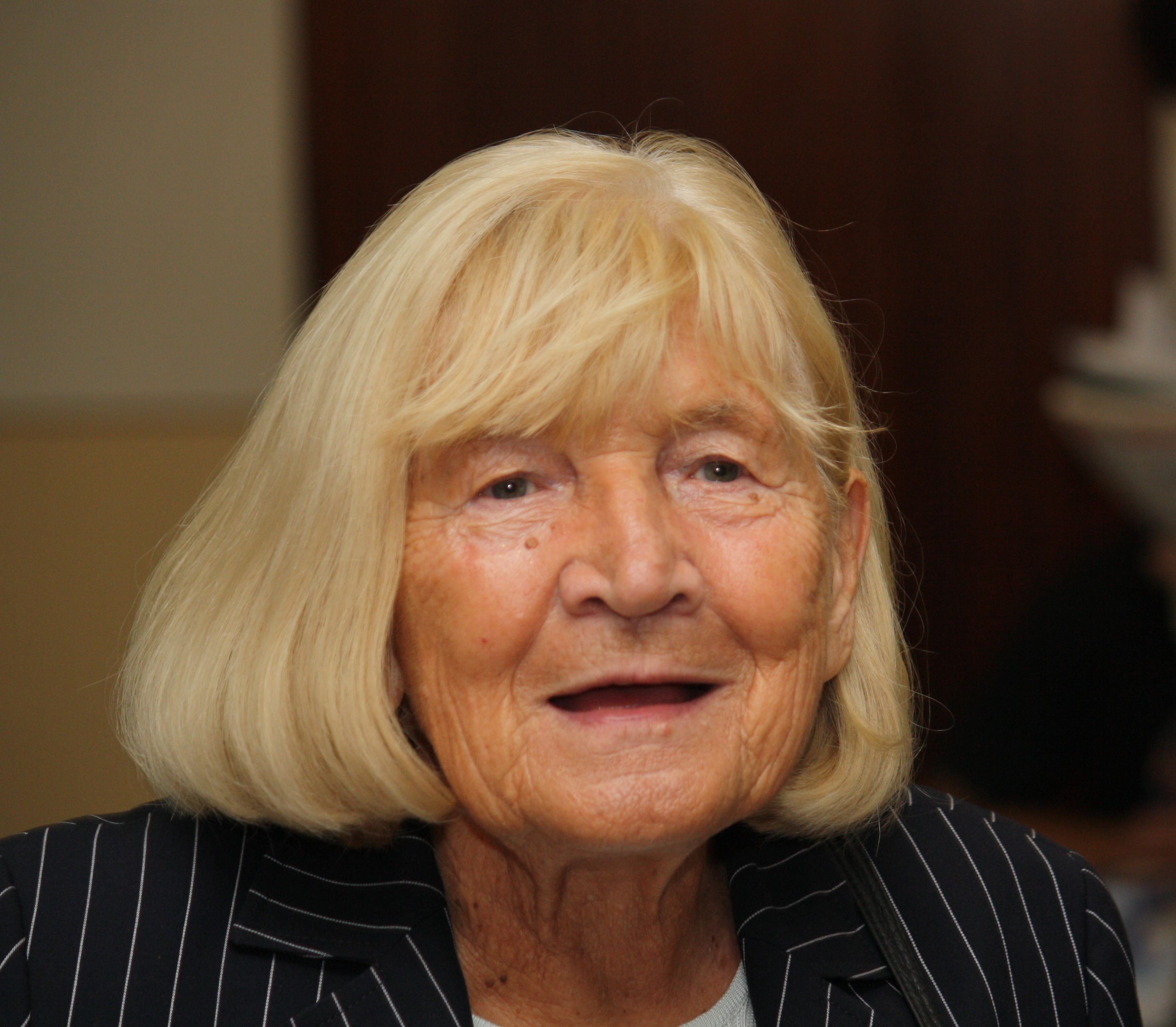
Eva Kantůrková (* 11. srpna)

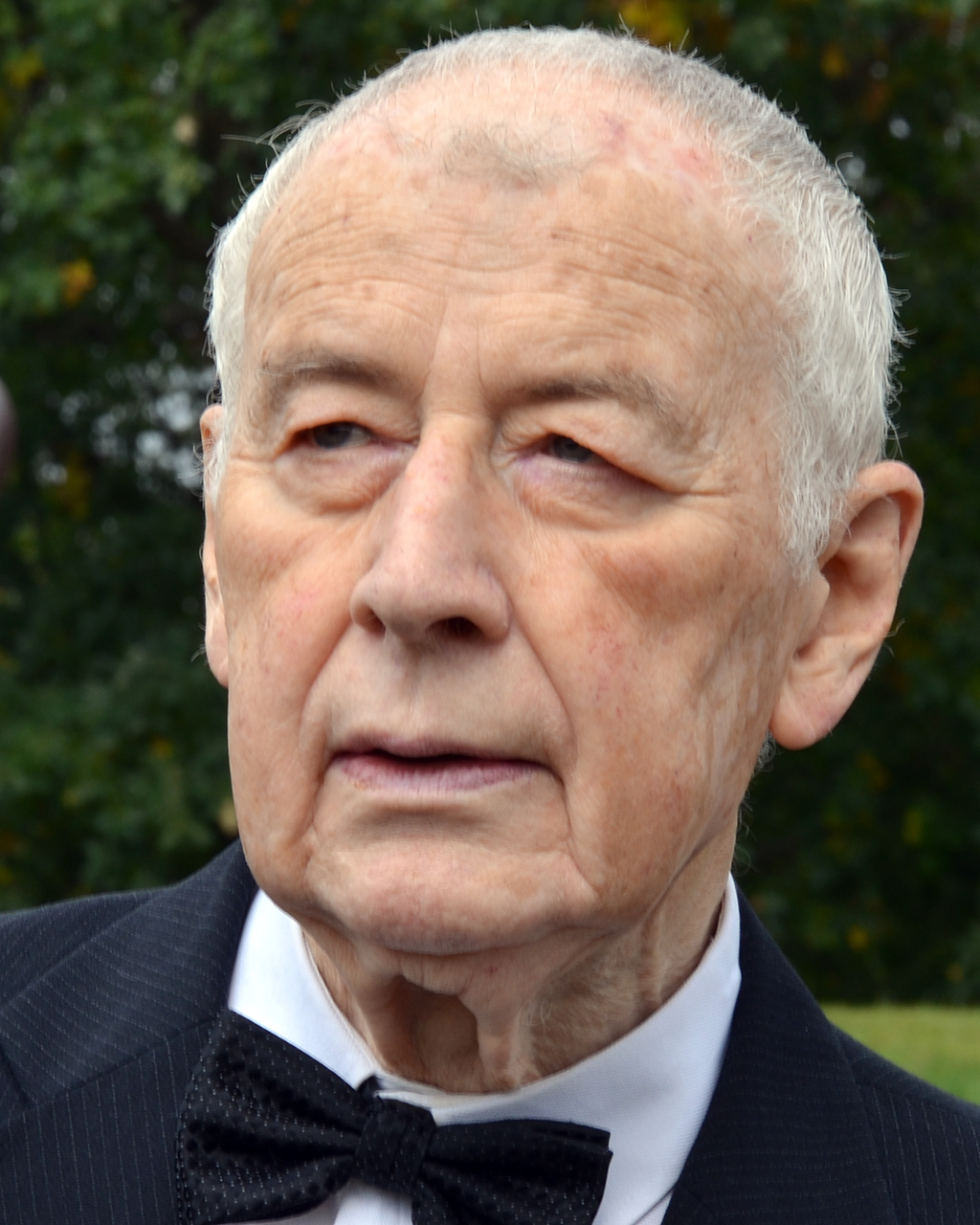
Josef Koutecký (* 31. srpna)

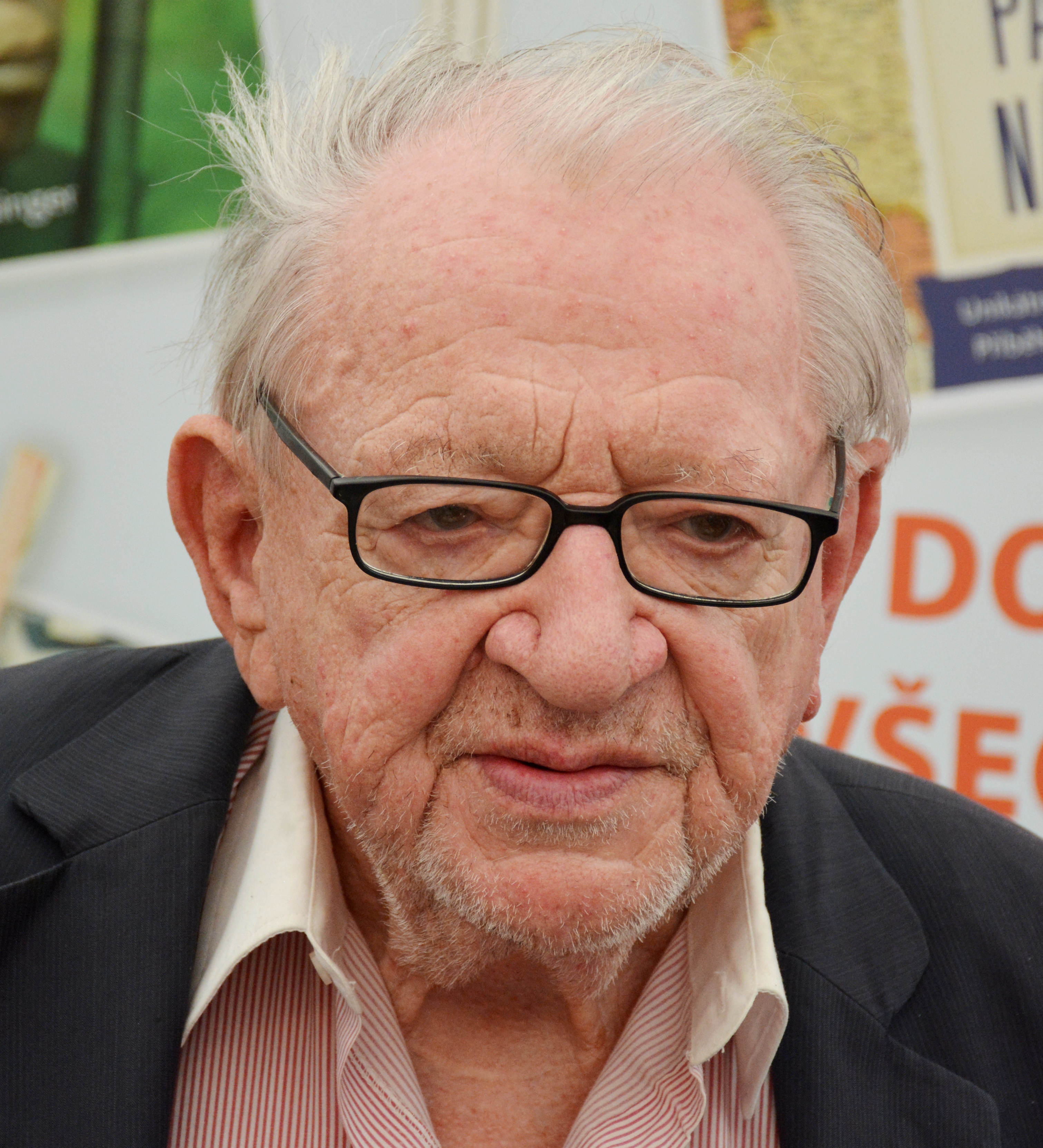
Miloslav Stingl (* 19. prosince)

- 06. ledna – Zdeněk Mraček, lékař a regionální politik, primátor Plzně († 17. srpna 2022)
- 10. ledna – Bronislav Danda, hokejový reprezentant († 31. prosince 2015)
- 13. ledna – Miloš Zapletal, spisovatel literatury pro mládež († 8. května 2025)
- 17. ledna – Jaroslava Moserová, lékařka, spisovatelka, překladatelka a politička († 24. března 2006)
- 19. ledna – Květoslav Chvatík, filozof, estetik a literární teoretik († 16. ledna 2012)
- 20. ledna – Egon Bondy, básník a filozof († 9. dubna 2007)
- 27. ledna – Libuše Dušková, anglistka
- 02. února
  - Jan Čeřovský, botanik a ekolog († 7. září 2017)
  - Miroslav Raichl, hudební skladatel († 11. ledna 1998)
  - Zbyněk Hejda, básník a překladatel († 16. listopadu 2013)
- 04. února – Otto Janka, skaut, spisovatel, scenárista a publicista († 28. srpna 2009)
- 05. února – Josef Holub, botanik († 23. července 1999)
- 08. února – Jiří Šebánek, scenárista, spisovatel a zejména přední cimrmanolog († 4. dubna 2007)
- 09. února
  - Zdeněk Hoření, šéfredaktor Rudého práva a politik († 12. února 2021)
  - Pavel Schmidt, skifař, olympijský vítěz († 14. srpna 2001)
- 10. února – Ivo Štuka, básník, spisovatel, novinář, překladatel († 20. listopadu 2007)
- 13. února – Leoš Nebor, fotograf († 16. prosince 1992)
- 14. února – Pavel Bergmann, historik († 17. dubna 2005)
- 18. února
  - Karel Janovický, hudební skladatel, klavírista a publicista († 9. ledna 2024)
  - Barbara Krzemieńska, historička polského původu († 5. ledna 2006)
- 19. února – Jaroslav Tomsa, sportovec a filmový kaskadér († 4. srpna 2015)
- 20. února – František Zyka mladší, mistr houslař († 6. června 1988)
- 26. února – Oldřich Jelínek, malíř
- 04. března – Blanka Bohdanová, herečka a malířka († 3. října 2021)
- 09. března
  - Ota Filip, spisovatel, publicista a komentátor († 2. března 2018)
  - Ernst Tugendhat, německý filosof, brněnský rodák († 13. března 2023)
- 10. března – Josef Havel, pěstitel a šlechtitel růží († 12. února 2008)
- 13. března – Josef Rudolf Winkler, zoolog, entomolog († 19. února 1993)
- 16. března
  - František Mertl, malíř a sochař
  - Aťka Janoušková, herečka a zpěvačka († 9. března 2019)
  - Ota Ulč, exilový spisovatel († 22. listopadu 2022)
- 17. března – Jozef Kvasnica, teoretický fyzik († 23. listopadu 1992)
- 23. března – Lubomír Man, spisovatel († 25. září 2024)
- 25. března – Karel Špaček, ministr financí ČR († 31. srpna 2019)
- 27. března – Jiřina Štěpánová, basketbalistka
- 29. března – Erich Václav, lesník († 26. srpna 2018)
- 30. března – Zdeněk Kučera, teolog († 15. června 2019)
- 31. března – Alfréd Jindra, kanoista, bronzová medaile na OH 1952 († 7. května 2006)
- 03. dubna – Jaromír Bünter, hokejový reprezentant († 15. října 2015)
- 05. dubna
  - Miloslav Král, filosof vědy a docent speciální kybernetiky († 2018)
  - Karel Želenský, herec († ? 2007)
- 06. dubna
  - Karel Weinlich, rozhlasový režisér († 6. května 2020)
  - Jiří Skobla, sportovec, bronzová medaili ve vrhu koulí na OH 1956 († 18. listopadu 1978)
  - Milan Schulz, dramatik, dramaturg a novinář († 20. ledna 2014)
- 07. dubna
  - Josef Moucha, entomolog († 9. března 1972)
  - Milan Šimečka, filosof a literární kritik († 23. září 1990)
- 09. dubna – Jaroslav Švehlík, herec († 16. března 1973)
- 10. dubna – Karel Kroupa, malíř († 20. ledna 2011)
- 11. dubna – Miloň Novotný, reportážní fotograf († 9. srpna 1992)
- 16. dubna – Jiří Dunovský, pediatr († 13. června 2015)
- 18. dubna – Stanislav Frank, ichtyolog, akvarista († 24. listopadu 2008)
- 20. dubna – Jaroslav Vaněk, americký ekonom českého původu († 15. listopadu 2017)
- 22. dubna – Zdeněk Mašek, varhaník († 11. února 2015)
- 24. dubna – Jiří Babíček, sochař
- 30. dubna – Ljuba Štíplová, scenáristka a spisovatelka († 24. září 2009)
- 02. května – Leon Richter, ministr spravedlnosti ČR
- 08. května – Dušan Papoušek, vědec a spisovatel († 14. říjen 2010)
- 11. května
  - Eva Kantůrková, prozaička a scenáristka
  - Jiří Šašek, herec († 15. června 1996)
- 12. května – Radim Malát, malíř, ilustrátor a grafik († 24. listopadu 1997)
- 14. května – Jaroslav Vodrážka, varhaník († 16. dubna 2019)
- 17. května – Jaroslav Tlapák, ministr financí České republiky
- 21. května
  - Sylvia Kodetová, operní pěvkyně († 31. července 2018)
  - Jan Fuchs, herec a rozhlasový moderátor († 3. prosince 2007)
- 22. května – Jiří Popper, zpěvák († 13. ledna 2013)
- 25. května – Věroslav Sláma, příslušník 3. odboje, politický vězeň komunismu († 15. srpna 2018)
- 29. května – Luďa Marešová, herečka († 4. listopadu 2011)
- 03. června
  - Václav Vorlíček, filmový režisér a scenárista († 5. února 2019)
- 09. června
  - Jenny Hladíková, výtvarnice, grafička a autorka tapiserií († 25. července 2022)
  - Zdeněk Karel Slabý, spisovatel, publicista, kritik a překladatel († 11. března 2020)
  - Pavel Grym, novinář a spisovatel († 24. listopadu 2004)
- 12. června
  - Jan Bistřický, historik, archivář, pedagog († 21. října 2008)
  - Adolf Born, malíř, kreslíř, ilustrátor († 22. května 2016)
- 14. června
  - Josef Ceremuga, hudební skladatel a pedagog († 6. května 2005)
  - Václav Břicháček, psycholog († 3. února 2010)
- 15. června – Karel Richter, spisovatel, historik, publicista a překladatel († 22. května 2021)
- 18. června
  - Zdeněk Filip, malíř
  - Vratislav Štěpánek, pátý patriarcha Církve československé husitské († 21. července 2013)
- 20. června – Jindřich Černý, divadelní historik, kritik, dramatik a překladatel († 20. října 2020)
- 22. června
  - Miroslav Kapoun, ministr průmyslu České socialistické republiky († 24. července 2023)
  - Zdeněk Mlynář, právník a politik († 15. dubna 1997)
- 23. června – Karel Kopřiva, kontrabasista († 11. února 2004)
- 24. června – Ilja Racek, herec († 2. srpna 2018)
- 27. června
  - Jiří Baumruk, basketbalista († 23. listopadu 1989)
  - Jan Červinka, horolezec († 19. dubna 2025)
- 30. června
  - Jaroslav Blahoš, endokrinolog a osteolog († 27. listopadu 2018)
  - Karel Bartošek, historik a publicista († 9. července 2004)
- 02. července – Ota Pavel, prozaik, novinář a sportovní reportér († 31. března 1973)
- 06. července – Jan Kyzlink, operní pěvec († 4. května 1991)
- 10. července
  - Osvald Klapper, malíř, ilustrátor, grafik, typograf a scénograf († 26. prosince 2010)
  - Antonín Jelínek, spisovatel, literární historik, kritik, publicista († 25. května 2008)
- 11. července – Blažena Holišová, herečka († 7. dubna 2011)
- 13. července
  - Jiří Loewy, novinář, publicista a politik († 1. ledna 2004)
  - Hana Pražáková, spisovatelka († 4. prosince 2010)
- 14. července – Michal Reiman, historik († 10. března 2023)
- 17. července – Oldřich Blaha, hudební skladatel a klavírista († 10. července 2016)
- 21. července – Ladislav Suchomel, aktivista protikomunistického odboje († 29. července 2019)
- 24. července – Jiří Joura, spisovatel a kronikář († 23. března 2013)
- 25. července – Jaroslav Sůva, ministr paliv a energetiky ČSSR († 30. prosince 2018)
- 29. července – Karel Hieke, dendrolog a zahradník († 9. května 2011)
- 30. července – Miloslav Rechcigl, biochemik a spisovatel
- 31. července
  - Drahomíra Vihanová, filmová režisérka a scenáristka († 10. prosince 2017)
  - Vladimír Vonka, virolog († 20. června 2025)
  - Radana Königová, lékařka v oblasti popáleninové medicíny († 20. září 2013)
- 01. srpna – Eugene Balon, kanadský ichtyolog českého původu († 4. září 2013)
- 05. srpna
  - Vladimír Vavřínek, historik († 14. srpna 2024)
  - Karel Odstrčil, hudební skladatel († 21. května 1997)
- 10. srpna – Valtr Komárek, ekonom, prognostik a politik († 16. května 2013)
- 11. srpna
  - Miroslav Štolfa, malíř, grafik a vysokoškolský pedagog († 26. února 2018)
  - Jarmila Turnovská, scenáristka a dramaturgyně († 1. března 2010)
  - Ctirad Mašín, člen protikomunistické skupiny bratří Mašínů († 13. srpna 2011)
- 14. srpna
  - Karel Friedrich, režisér, scenárista a prozaik
  - Jaromír Demek, geograf a geomorfolog († 5. února 2017)
- 15. srpna – Stanislav Jungwirth, atlet, běžec na středních tratích († 11. dubna 1986)
- 22. srpna – Jan Křen, historik († 7. dubna 2020)
- 23. srpna – Josef Petráň, historik († 3. prosince 2017)
- 27. srpna – Gustav Havel, motocyklový závodník († 30. prosince 1967)
- 31. srpna – Josef Koutecký, lékař, zakladatel dětské onkologie v Československu († 5. července 2019)
- 01. září – Vlastimil Koutecký, architekt a scénograf († 25. února 2000)
- 04. září – František Bass, dětský básník († 28. října 1944)
- 08. září – Milan Vošmik, filmový režisér († 23. prosince 1969)
- 10. září
  - Jiří Hálek, herec († 18. prosince 2020)
  - Josef Velda, herec († 21. listopadu 1994)
- 11. září
  - Jan Chmelík, novinář, konferenciér, publicista a spisovatel († 12. dubna 2014)
  - Pavel Kopta, textař, překladatel a divadelní scenárista († 21. srpna 1988)
- 13. září
  - Oldřich Král, sinolog, překladatel a teoretik překladu († 21. června 2018)
  - Jana Obrovská, hudební skladatelka († 4. dubna 1987)
- 14. září – Karel Cop, scenárista dramaturg († 16. listopadu 2002)
- 15. září
  - Magdaléna Beranová, archeoložka († 17. května 2016)
  - Petr Haničinec, herec († 7. listopadu 2007)
- 23. září – Karel Rys, předseda MěNV Kladno († 5. října 1991)
- 24. září – Jitka Kolínská, malířka, grafička a ilustrátorka († 10. srpna 1992)
- 28. září – Václav Nývlt, scenárista a dramaturg († 16. srpna 1999)
- 01. října – Miroslav Nový, hokejový reprezentant
- 03. října
  - Ivo Hrazdira, biofyzik, významný propagátor využití ultrazvuku v lékařství
  - Emil Paleček, vědec, objevitel elektrochemie nukleových kyselin († 30. října 2018)
- 04. října – Přemysl Charvát, dirigent († 20. listopadu 2005)
- 09. října – Karel Novák, herec († 6. října 1980)
- 15. října – Tera Fabiánová, romská spisovatelka († 23. března 2007)
- 20. října – Miloslav Bureš, trumpetista († 26. října 1978)
- 21. října
  - Jiří Opelík, literární kritik a historik († 3. srpna 2024)
  - Jiří Čihař, zoolog, spisovatel, fotograf a překladatel († ? 2009)
  - Luboš Holý, folklórní zpěvák moravských lidových písní († 23. ledna 2011)
- 26. října – Karel Malý, právník, rektor Univerzity Karlovy v Praze
- 27. října
  - Rudolf Karas, houslista a skladatel († ? 1977)
  - Jaroslav Valenta, historik († 23. února 2004)
- 28. října
  - Mirka Pokorná, klavíristka († 24. ledna 2017)
  - Svatopluk Pluskal, fotbalový reprezentant († 29. května 2005)
- 29. října – Josef Janík, divadelní režisér († 11. ledna 2013)
- 30. října – František Zahrádka, skaut a účastník protikomunistického odboje († 15. prosince 2017)
- 01. listopadu – Jiřina Třebická, herečka a tanečnice († 23. ledna 2005)
- 02. listopadu – Václav Erben, spisovatel († 19. dubna 2003)
- 03. listopadu
  - Věra Šťovíčková-Heroldová, rozhlasová novinářka a překladatelka († říjen 2015)
  - Antonín Peltrám, ministr dopravy a spojů († 23. dubna 2020)
- 09. listopadu
  - Ivan Moravec, klavírista († 27. července 2015)
  - Stanislav Sventek, hokejový reprezentant († 27. října 2000)
- 10. listopadu – Josef Vinklář, herec († 18. září 2007)
- 11. listopadu – Antonín Moskalyk, režisér a scenárista († 27. ledna 2006)
- 12. listopadu – Alexandr Večtomov, violoncellista († 29. prosince 1989)
- 14. listopadu – Richard Adam, zpěvák († 14. října 2017)
- 24. listopadu – Jaroslav Šíp, basketbalista († 6. listopadu 2014)
- 26. listopadu – Helena Lisická, etnografka a spisovatelka († 30. listopadu 2009)
- 27. listopadu
  - Rudolf Fuksa, účastník protikomunistického odboje († 9. srpna 1952)
  - Jiří Hejna, účastník protikomunistického odboje († 9. srpna 1952)
- 29. listopadu – Bořík Procházka, herec († 13. května 2013)
- 30. listopadu – Dušan Šlosar, jazykovědec († 18. srpna 2020)
- 02. prosince – Vilém Besser, herec († 27. října 1985)
- 03. prosince – Vilém Kocych, malíř a sochař († 19. března 2007)
- 04. prosince – Kamil Fuchs, architekt († 13. srpna 1995)
- 07. prosince – Jan Pohan, herec († 13. února 2015)
- 08. prosince – Zdenka Heřmanová, sinoložka († 16. března 2024)
- 10. prosince – Ladislav Fouček, reprezentant v dráhové cyklistice, olympionik († 4. července 1974)
- 11. prosince – Štěpánka Mertová, atletka, diskařka († 20. září 2004)
- 16. prosince – Vlastimil Železník, český trumpetista, pedagog a skladatel
- 17. prosince – Stanislav Strnad, český režisér († 4. dubna 2012)
- 19. prosince – Miloslav Stingl, cestovatel, etnograf a spisovatel († 11. května 2020)
- 20. prosince – Valentina Kameníková, klavíristka a hudební pedagožka († 21. listopadu 1989)
- 26. prosince – František Filip, režisér († 9. ledna 2021)
- 31. prosince – Otomar Hájek, česko-americký matematik († 18. prosince 2016)
- 0
  - Václav Durych, novinář a spisovatel († 23. listopadu 2011)
  - Eva Erbenová, izraelská spisovatelka českého původu
  - Ota Holub, spisovatel a publicista († 12. prosince 1992)
  - Miloš Kohout, herec, moderátor a režisér († 5. března 2007)

### Svět

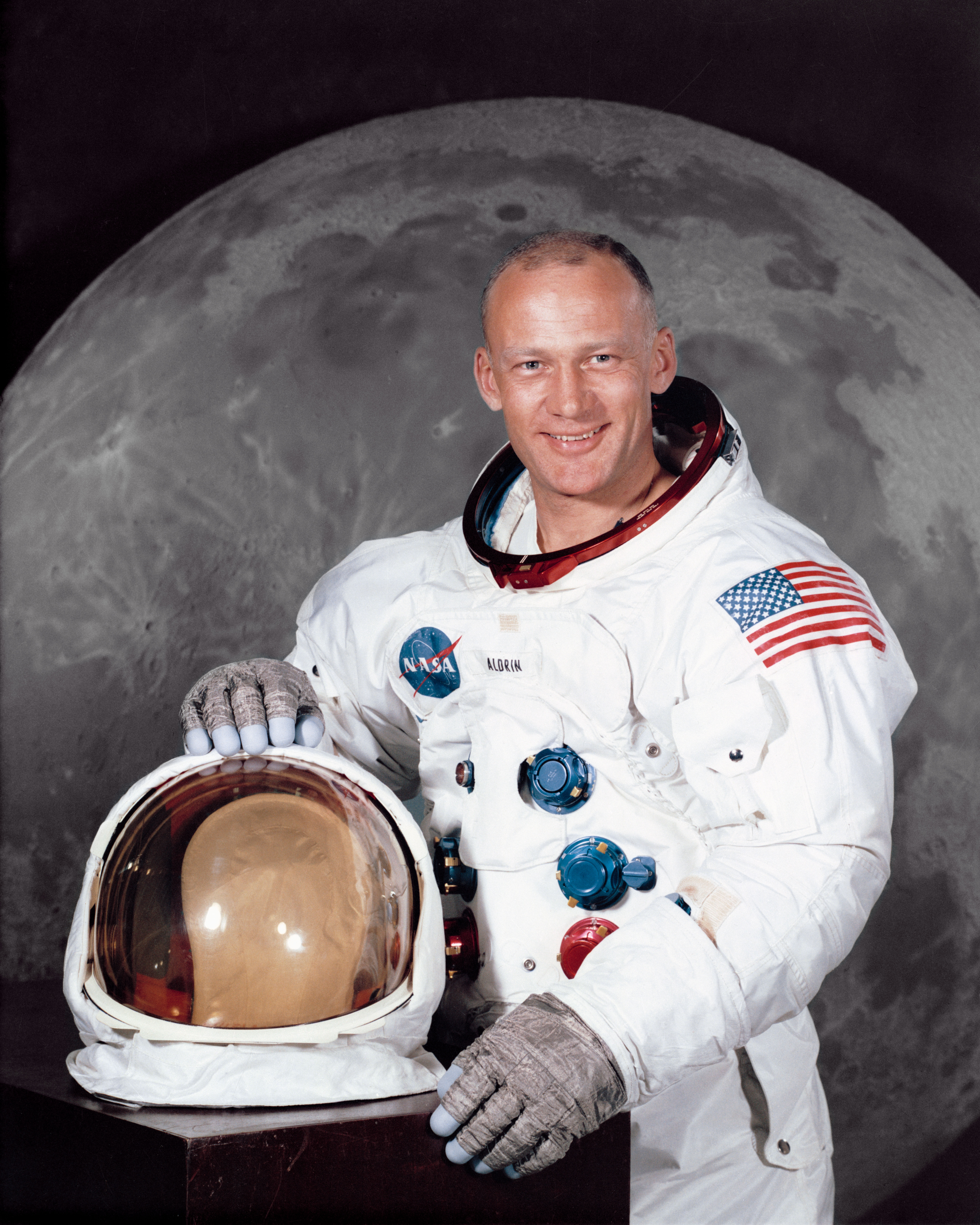
Buzz Aldrin (* 30. ledna)

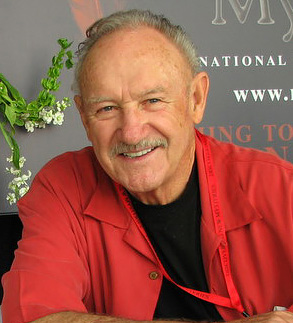
Gene Hackman (* 30. ledna)

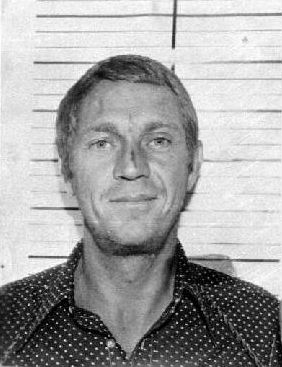
Steve McQueen (* 24. března)

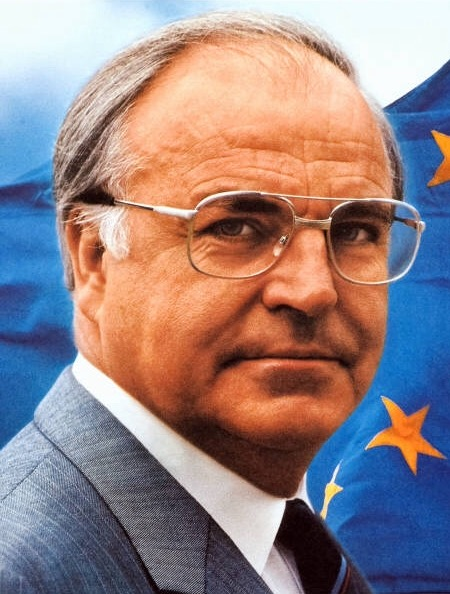
Helmut Kohl (* 3. dubna)

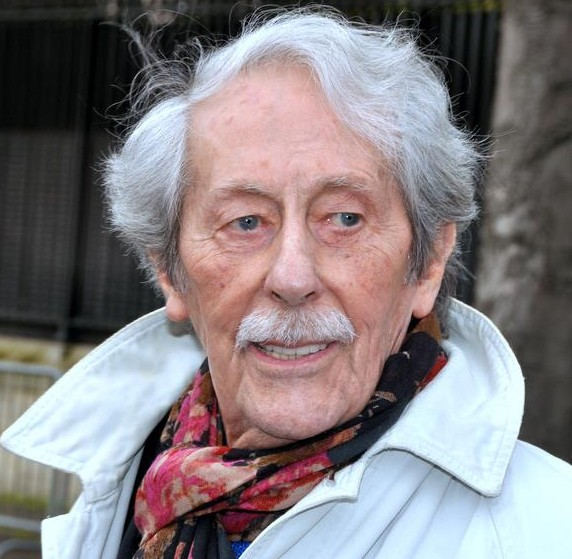
Jean Rochefort (* 29. dubna)

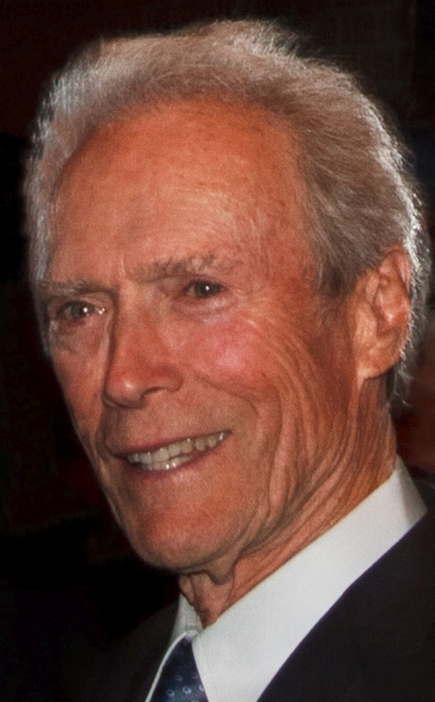
Clint Eastwood (* 31. května)

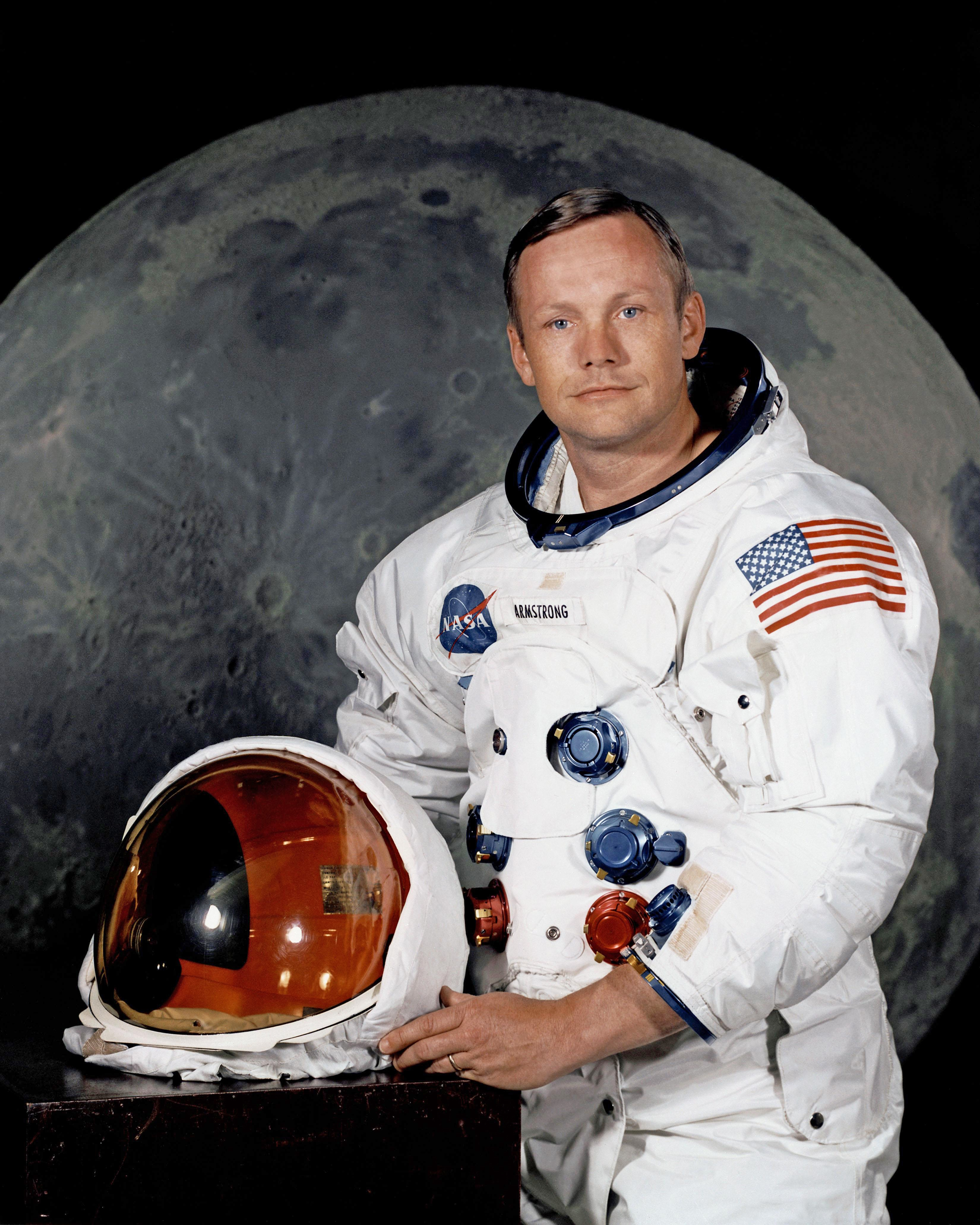
Neil Armstrong (* 5. srpna)

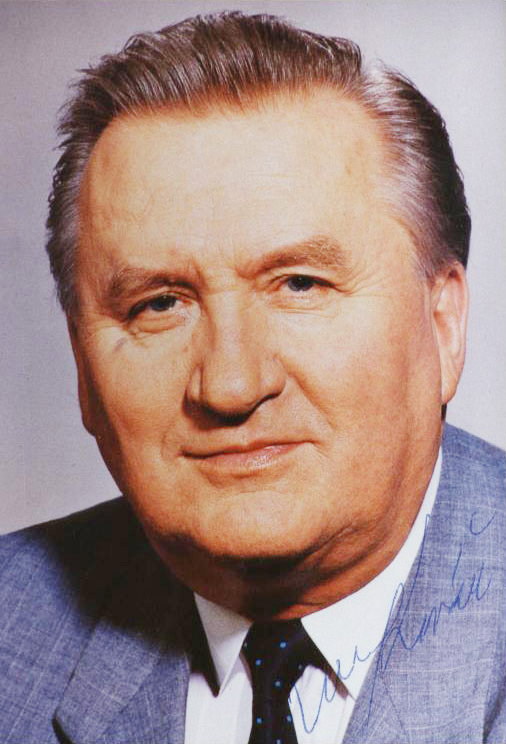
Michal Kováč (* 5. srpna)

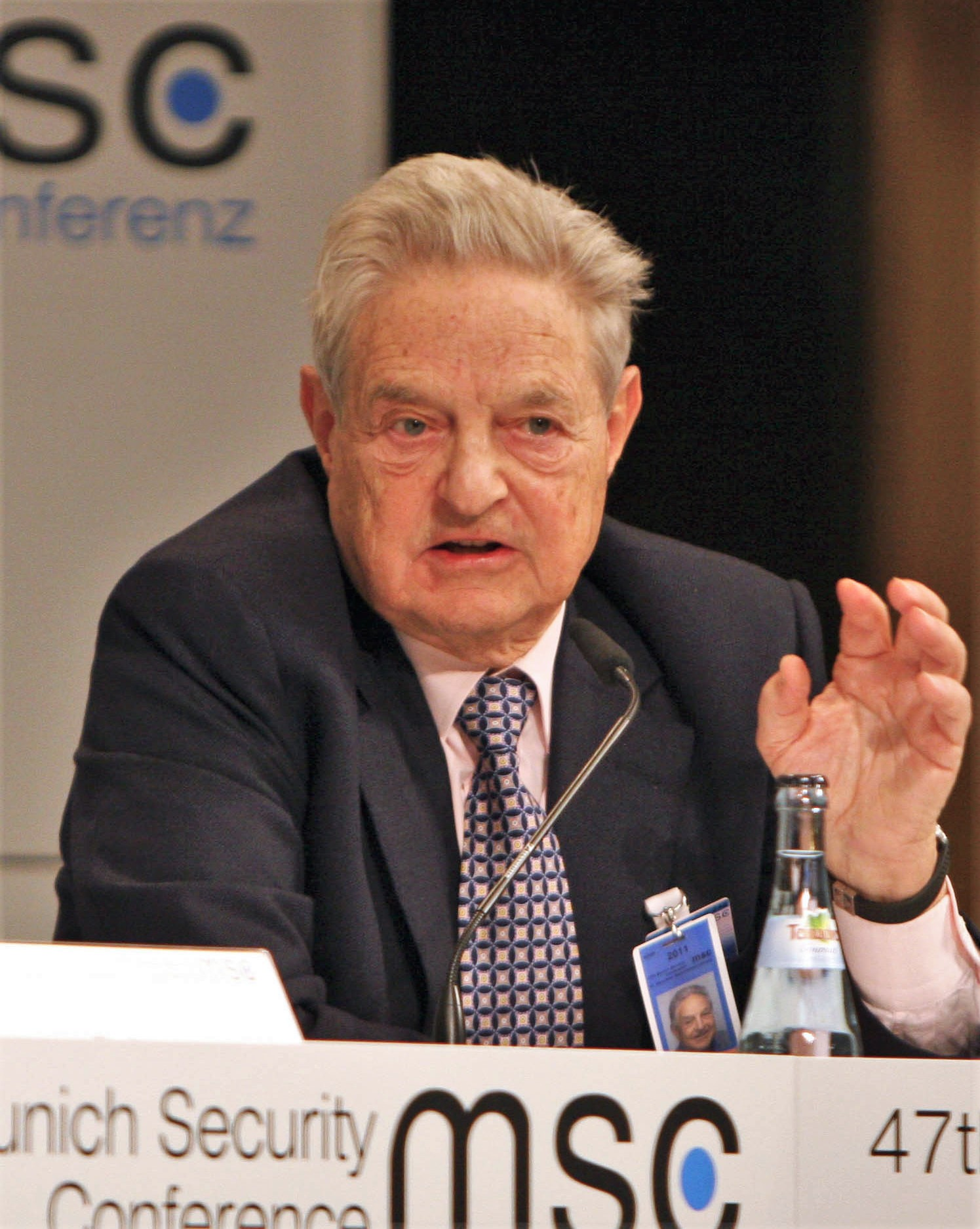
George Soros (* 12. srpna)

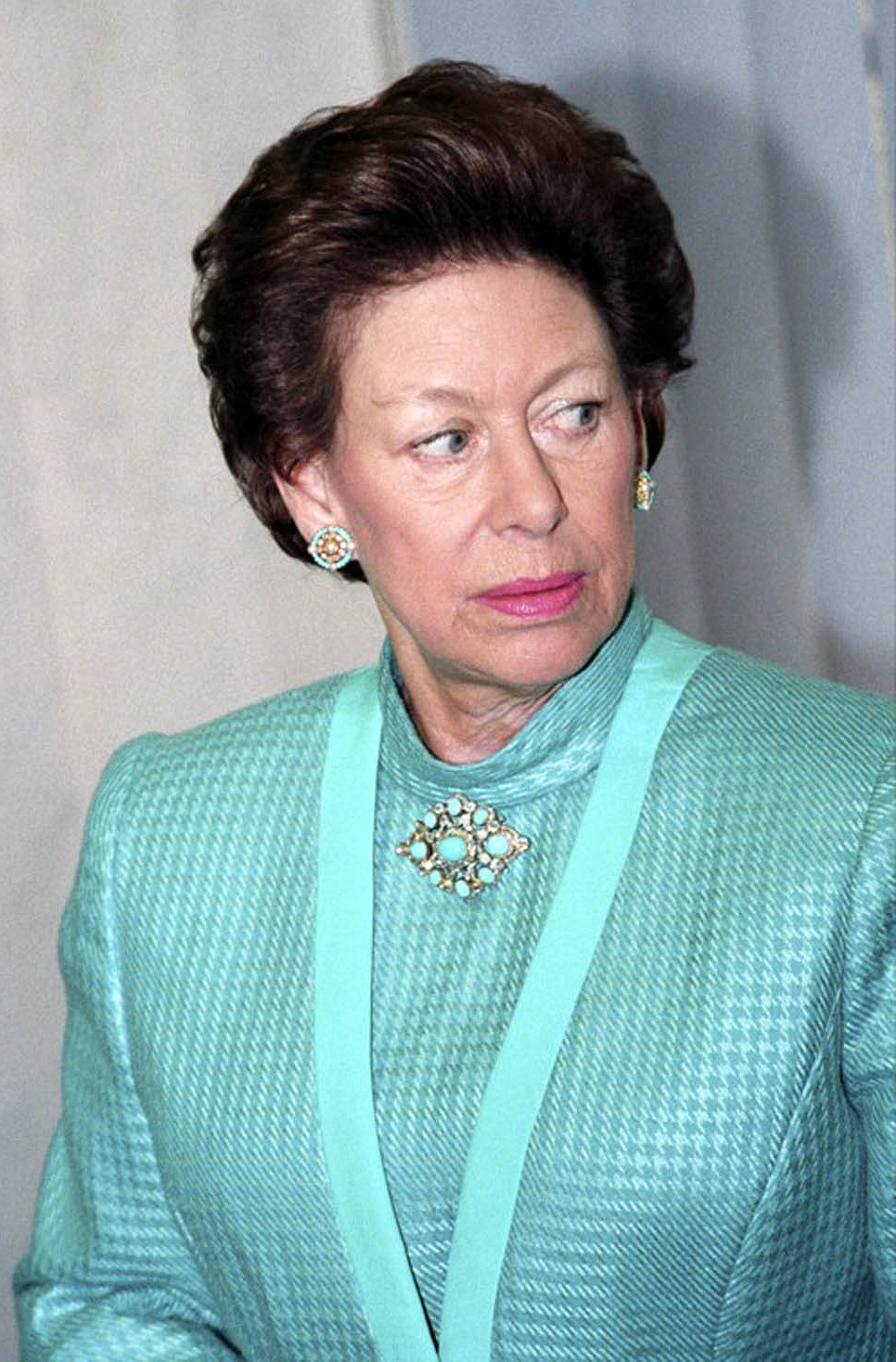
Margaret, hraběnka Snowdon (* 21. srpna)

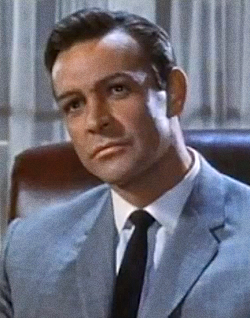
Sean Connery (* 25. srpna)

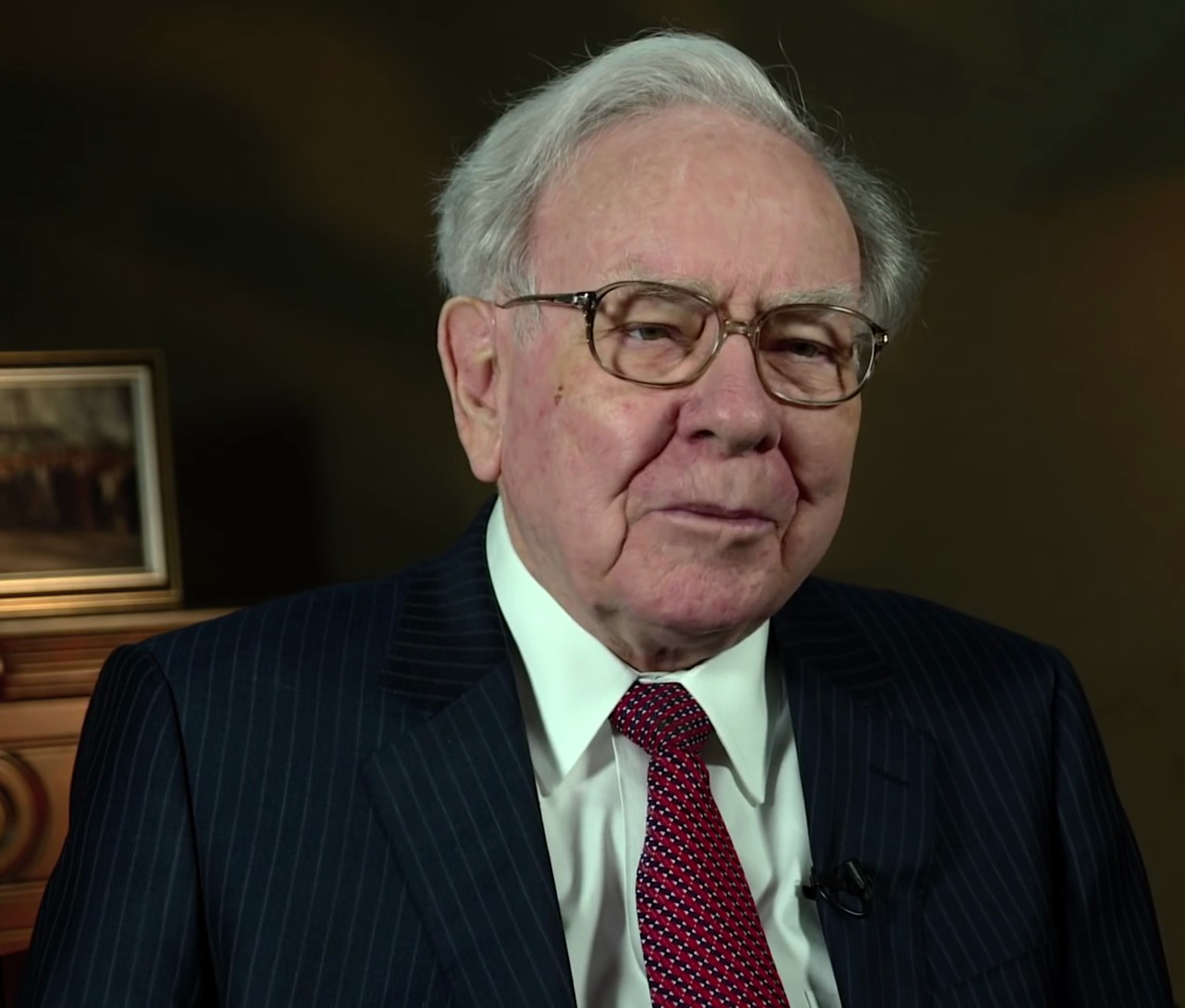
Warren Buffett (* 30. srpna)

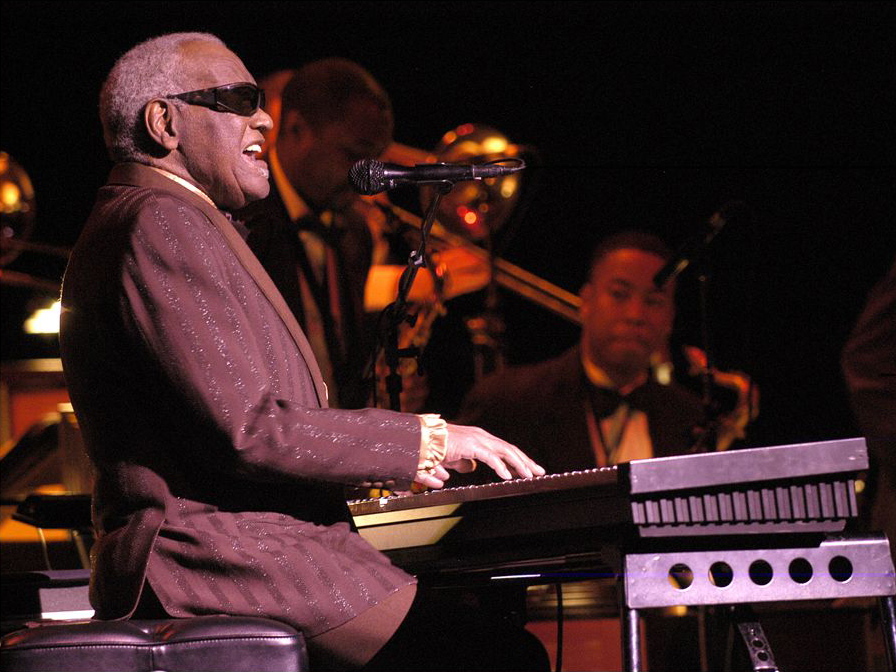
Ray Charles (* 23. září)

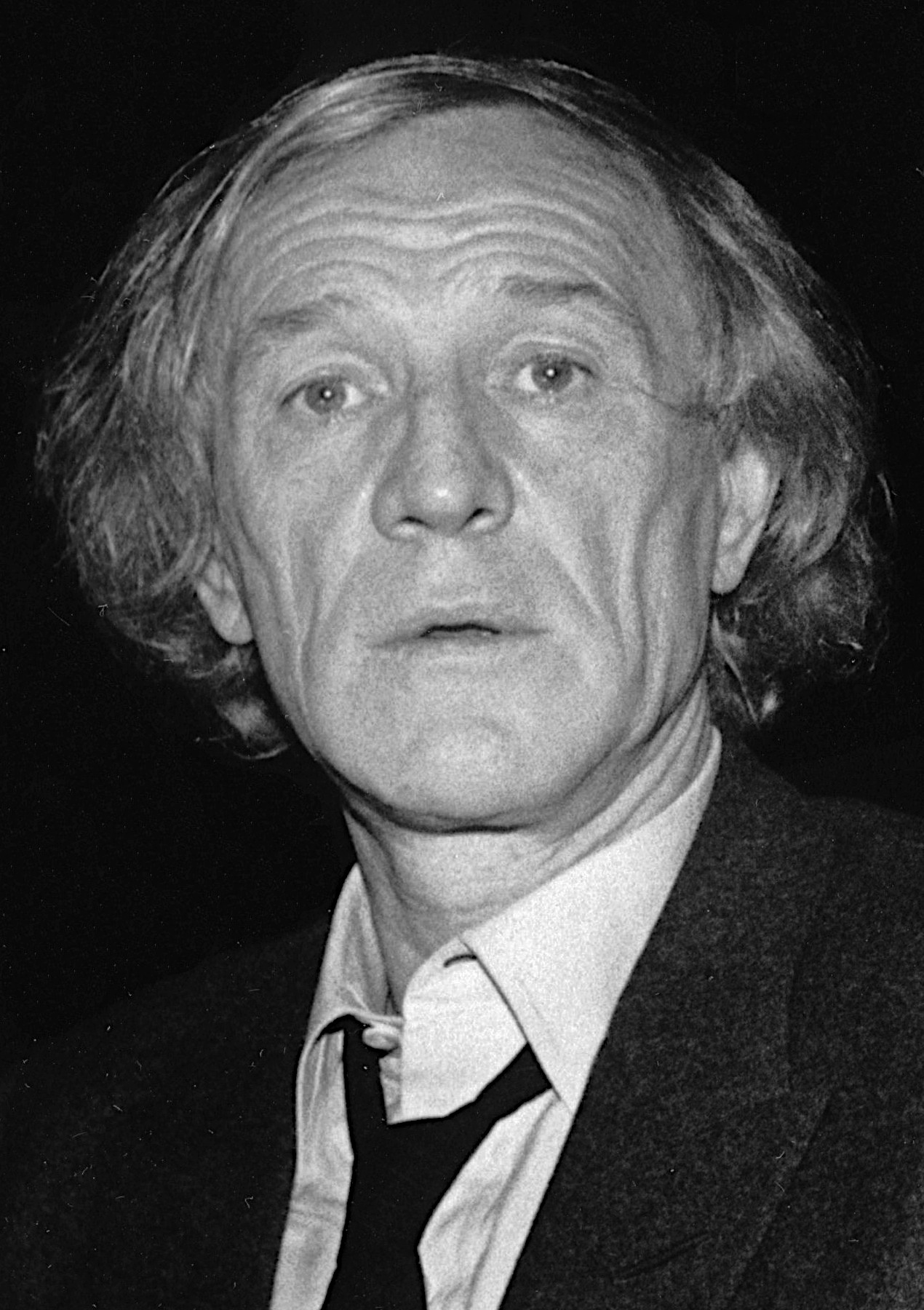
Richard Harris (* 1. října)

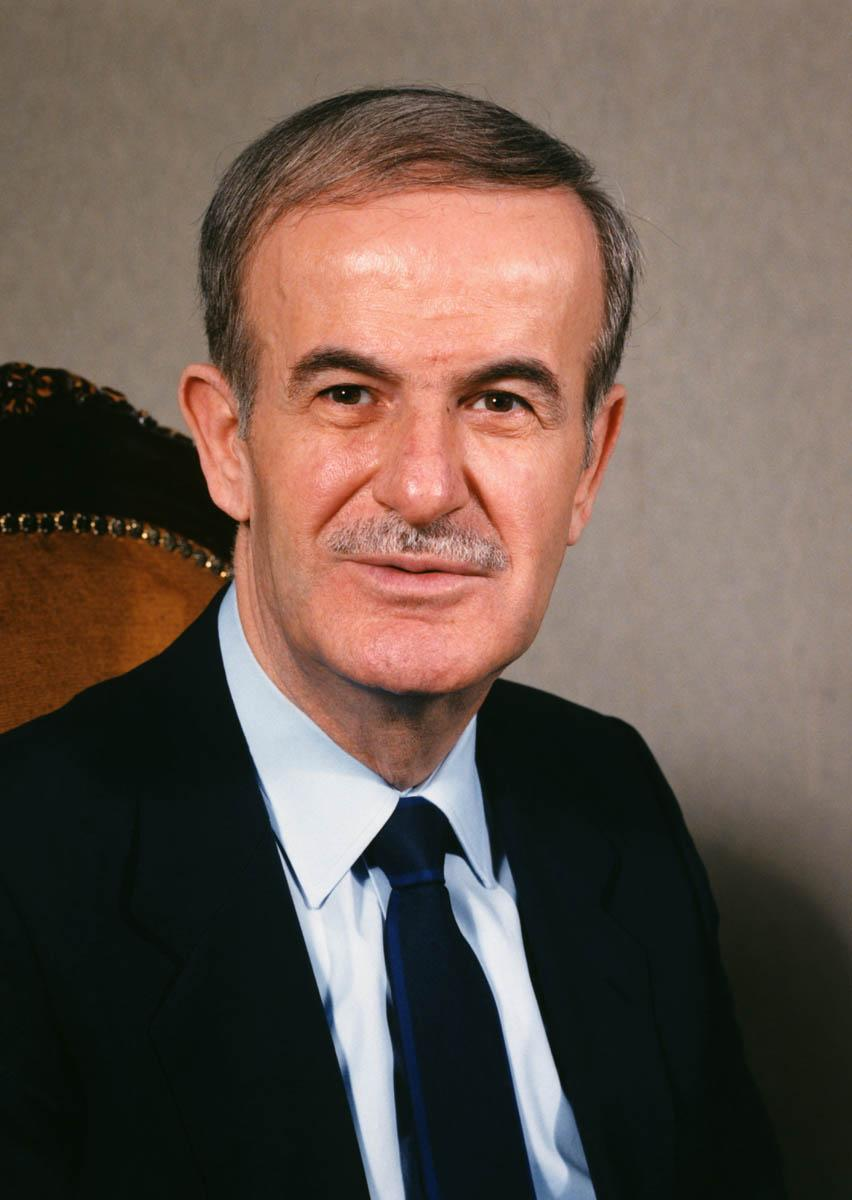
Háfiz al-Asad (* 6. října)

- 1. ledna – Džafar Nimeiry, prezident Súdánu († 30. května 2009)
- 9. ledna – Igor Netto, sovětský fotbalista († 30. března 1999)
- 11. ledna
  - Jack Nimitz, americký jazzový saxofonista († 10. června 2009)
  - Anson Rainey, americký lingvista († 19. února 2011)
  - Rod Taylor, australský herec († 7. ledna 2015)
- 14. ledna – Kenny Wheeler, kanadský jazzový trumpetista a skladatel († 18. září 2014)
- 15. ledna – Michel Chapuis, francouzský varhaník († 12. listopadu 2017)
- 17. ledna – Jehuda Lahav, izraelský spisovatel, novinář a pedagog slovenského původu († 4. července 2010)
- 18. ledna – Maria de Lourdes Pintasilgová, premiérka Portugalska († 10. července 2004)
- 20. ledna
  - Buzz Aldrin, americký vojenský pilot a astronaut
  - Lothar Wolleh, německý fotograf († 28. září 1979)
- 23. ledna – Derek Walcott, spisovatel z ostrovního státu Svatá Lucie, Nobelova cena za literaturu 1992 († 17. března 2017)
- 25. ledna – Táňa Savičevová, žákyně žijící v Leningradě, oběť druhé světové války († 1. července 1944)
- 27. ledna
  - Bohdan Warchal, slovenský houslista a dirigent († 30. prosince 2000)
  - Alojzij Ambrožič, kanadský kardinál slovinského původu († 26. srpna 2011)
  - Bobby Bland, americký bluesový a soulový zpěvák († 23. června 2013)
- 29. ledna – Derek Bailey, britský kytarista († 25. prosince 2005)
- 30. ledna
  - Nikolaj Pučkov, sovětský reprezentační hokejový brankář († 9. srpna 2005)
  - Buddy Montgomery, americký jazzový klavírista, vibrafonista a skladatel († 14. května 2009)
  - Gene Hackman, americký herec (27. února 2025)
- 31. ledna – Al De Lory, americký hudební producent, hudebník a dirigent († 5. února 2012)
- 4. února
  - Borislav Pekić, srbský spisovatel († 2. července 1992)
  - Bedrifelek Kadınefendi, manželka osmanského sultána Abdulhamida II. (* 4. ledna 1851)
- 6. února – Lionel Blue, britský reformační rabín († 19. prosince 2016)
- 13. února – Israel Kirzner, americký ekonom
- 14. února – Dwike Mitchell, americký jazzový klavírista († 7. dubna 2013)
- 15. února – Giorgio Zur, německý arcibiskup a bývalý apoštolský nuncius († 8. ledna 2019)
- 17. února – Jonathan Bennett, britský filozof
- 19. února – Christian Zuber, francouzský fotodokumentarista, novinář a spisovatel († 23. července 2005)
- 20. února
  - Miodrag Bulatović, srbský romanopisec a dramatik († 15. března 1991)
  - Richard Lynn, britský psycholog († 17. července 2023)
- 22. února – Walter Mischel, americký psycholog († 12. září 2018)
- 23. února – Goró Šimura, japonský matematik a profesor († 3. května 2019)
- 26. února
  - Doug Sandom, britský bubeník († 27. února 2019)
  - Robert Francis, americký herec († 31. července 1955)
- 27. února
  - Joanne Woodwardová, americká herečka
  - Barney Glaser, americký sociolog († 30. ledna 2022)
- 28. února – Leon Cooper, americký fyzik, Nobelova cena za fyziku 1972
- 1. března – Benny Powell, americký jazzový pozounista († 26. června 2010)
- 2. března – Sergej Adamovič Kovaljov, ruský politik, aktivista v oblasti lidských práv († 9. srpna 2021)
- 3. března
  - Bob Hammer, americký jazzový klavírista († 26. prosince 2021)
  - Ion Iliescu, rumunský prezident
- 5. března – Toni Hiebeler, rakouský horolezec a spisovatel († 2. listopadu 1984)
- 6. března – Lorin Maazel, americký dirigent, houslista a skladatel († 13. července 2014)
- 8. března – Pjotr Bolotnikov, sovětský olympijský vítěz v běhu na 10 000 metrů († 20. prosince 2013)
- 9. března
  - Ornette Coleman, americký jazzový saxofonista a skladatel († 11. června 2015)
  - Stephen Fumio Hamao, japonský kardinál († 8. listopadu 2007)
- 11. března – Jurij Krylov, sovětský hokejový reprezentant († 4. listopadu 1979)
- 13. března – Blue Mitchell, americký trumpetista († 21. května 1979)
- 15. března
  - Žores Ivanovič Alfjorov, ruský fyzik († 1. března 2019)
  - Martin Karplus, americký teoretický chemik, Nobelova cena za chemii 2013
  - Jacques Waardenburg, holandský religionista († 8. dubna 2015)
- 16. března – Tommy Flanagan, americký jazzový klavírista a hudební skladatel († 16. listopadu 2001)
- 17. března
  - James Irwin, americký astronaut († 8. srpna 1991)
  - Grover Mitchell, americký jazzový pozounista († 6. srpna 2003)
  - Paul Horn, americký flétnista († 29. června 2014)
- 18. března
  - Adam Joseph Maida, americký kardinál
  - Pat Halcox, britský jazzový trumpetista († 4. února 2013)
- 20. března – Thomas Stafford Williams, novozélandský římskokatolický kardinál († 22. prosince 2023)
- 21. března
  - Otis Spann, americký bluesový klavírista a zpěvák († 24. dubna 1970)
  - Dinis Machado, portugalský spisovatel († 3. října 2008)
- 24. března
  - Steve McQueen, americký filmový herec († 7. listopadu 1980)
  - David Dacko, první prezident Středoafrické republiky († 20. listopadu 2003)
- 26. března – Gregory Corso, americký básník († 17. ledna 2001)
- 28. března – Jerome Isaac Friedman, americký fyzik, Nobelova cena za fyziku 1990
- 31. března – Julián Herranz Casado, španělský kardinál
- 1. dubna
  - Anton Kret, slovenský spisovatel a dramaturg († 6. února 2019)
  - Grace Lee Whitneyová, americká herečka a zpěvačka († 1. května 2015)
- 3. dubna – Helmut Kohl, spolkový kancléř SRN († 16. června 2017)
- 8. dubna – Karel Hugo Bourbonsko-Parmský, vévoda parmský, král španělský, král Etrurie († 18. srpna 2010)
- 10. dubna – Claude Bolling, francouzský jazzový pianista a skladatel († 29. prosince 2020)
- 11. dubna
  - Jost Hermand, německý literární teoretik († 9. října 2021)
  - Anton Szandor LaVey, zakladatel a velekněz Církve Satanovy († 29. října 1997)
- 12. dubna
  - Myroslav Popovyč, ukrajinský filosof a historik († 10. února 2018)
  - José Asenjo Sedano, španělský novinář, spisovatel a právník († 12. srpna 2009)
- 15. dubna
  - Richard Davis, americký jazzový kontrabasista († 6. září 2023)
  - Vigdís Finnbogadóttir, islandská prezidentka
  - Herb Pomeroy, americký jazzový trumpetista († 11. srpna 2007)
- 16. dubna – Herbie Mann, americký jazzový flétnista († 1. července 2003)
- 17. dubna – Chris Barber, anglický pozounista († 2. března 2021)
- 24. dubna – José Sarney, prezident Brazílie
- 25. dubna
  - Paul Mazursky, americký filmový režisér, scenárista a herec († 30. června 2014)
  - Ignazio Fabra, italský zápasník, mistr světa v zápase řecko-římském († 13. dubna 2008)
- 28. dubna – James Baker, ministr zahraničních věcí USA
- 29. dubna
  - Joe Porcaro, americký jazzový bubeník († 6. července 2020)
  - Jean Rochefort, francouzský herec († 9. října 2017)
- 1. května
  - Little Walter, americký zpěvák, hamonikář a kytarista († 15. února 1968)
  - Jela Lukešová, slovenská herečka († 5. května 2012)
- 2. května – Joram Kanjuk, izraelský spisovatel a malíř († 8. června 2013)
- 3. května – Juan Gelman, argentinský básník, novinář († 14. ledna 2014)
- 4. května – Henryk Skolimowski, polský filosof († 6. dubna 2018)
- 5. května – Leonid Ivanovič Abalkin, sovětský ekonom a politik († 2. května 2011)
- 6. května
  - Philippe Beaussant, francouzský muzikolog a spisovatel († 8. května 2016)
  - Mordechaj Gur, ministr zdravotnictví Izraele († 16. července 1995)
- 7. května – Horst Bienek, německý spisovatel († 7. prosince 1990)
- 8. května – Gary Snyder, americký básník
- 10. května – George Elwood Smith, americký fyzik, Nobelova cena 2009
- 11. května – Edsger Dijkstra, nizozemský informatik († 6. srpna 2002)
- 12. května – Jess Franco, španělský filmový režisér, scenárista, herec a skladatel († 2. dubna 2013)
- 13. května
  - Mike Gravel, americký politik († 26. června 2021)
  - José Jiménez Lozano, španělský spisovatel († 9. března 2020)
- 14. května – Stanislav Brovet, jugoslávský admirál († 10. června 2007)
- 15. května – Jasper Johns, americký malíř
- 16. května – Friedrich Gulda, rakouský klavírista a skladatel († 27. ledna 2000)
- 18. května
  - Ken Jones, velšský buddhistický aktivista, filozof a básník († 2. srpna 2015)
  - Fred Saberhagen, americký autor science fiction († 29. června 2007)
- 20. května
  - Richard Herrnstein, americký psycholog († 13. září 1994)
  - Sune Spångberg, švédský jazzový bubeník († 21. června 2012)
- 21. května
  - Malcolm Fraser, ministerský předseda Austrálie († 20. března 2015)
  - Donald MacAulay, skotský lingvista, univerzitní pedagog a básník († 28. února 2017)
- 22. května – Kenny Ball, britský jazzový trumpetista a kapelník († 7. března 2013)
- 24. května – Michael White, americký jazzový houslista († 6. prosince 2016)
- 27. května – John Simmons Barth, americký spisovatel
- 28. května
  - Frank Drake, americký astronom († 2. září 2022)
  - Katarína Mereššová, slovenská operní pěvkyně
- 31. května – Clint Eastwood, americký producent, režisér a herec
- 2. června – Charles Conrad, americký pilot a astronaut († 8. července 1999)
- 3. června – Marion Zimmer Bradley, americká spisovatelka († 25. září 1999)
- 4. června
  - Viktor Tichonov, ruský hráč a trenér ledního hokeje († 24. listopadu 2014)
  - Štefan Uher, slovenský režisér a scenárista († 29. března 1993)
- 5. června – Miklós Rónaszegi, maďarský spisovatel († 27. ledna 2022)
- 7. června – Gérard Genette, francouzský literární teoretik a historik († 11. května 2018)
- 8. června – Robert Aumann, izraelský matematik
- 12. června – Ivan Kristan, předseda státní rady Republiky Slovinsko († 16. září 2023)
- 13. června – Ryszard Kukliński, polský plukovník, jeden z nejvýznamnějších špiónů († 11. února 2004)
- 17. června
  - Romuald Twardowski, litevský hudební skladatel
  - Ernest Šmigura, slovenský herec († 26. července 2007)
- 18. června – Jerry McCain, americký bluesový hráč na foukací harmoniku a zpěvák († 28. března 2012)
- 19. června – Boris Dmitrijevič Parygin, ruský psycholog a filozof († 9. dubna 2012)
- 20. června – Magdalena Abakanowiczová, polská sochařka († 20. dubna 2017)
- 22. června
  - Sa'dun Hammádí, irácký ministerský předseda († 14. března 2007)
  - Walter Bonatti, italský horolezec, novinář a spisovatel († 13. září 2011)
- 23. června – Donn Eisele, americký pilot a astronaut († 2. prosince 1987)
- 24. června
  - Ivan Slamnig, chorvatský spisovatel († 3. července 2001)
  - Claude Chabrol, francouzský filmový režisér, producent a scenárista († 12. září 2010)
- 28. června
  - William C. Campbell, americký biochemik a parazitolog, Nobelova cena 2015
  - Itamar Franco, brazilský politik, prezident a viceprezident Brazílie († 2. července 2011)
- 29. června – Sławomir Mrożek, polský spisovatel, dramatik, publicista a kreslíř († 15. srpna 2013)
- 2. července
  - Ahmad Jamal, americký jazzový klavírista a skladatel
  - Carlos Menem, prezident Argentiny († 14. února 2021)
- 3. července
  - Pete Fountain, americký jazzový klarinetista († 6. srpna 2016)
  - Tommy Tedesco, americký kytarista († 10. listopadu 1997)
- 7. července
  - Theodore Edgar McCarrick, americký kardinál († 3. dubna 2025)
  - Hank Mobley, americký jazzový saxofonista († 30. května 1986)
  - Biljana Plavšićová, prezidentka bosenské Republiky srbské
- 9. července – Sim Iness, americký olympijský vítěz v hodu diskem († 23. května 1996)
- 11. července – Harold Bloom, americký literární teoretik Harold Bloom († 14. října 2019)
- 13. července
  - Naomi Šemer, izraelská zpěvačka, autorka písní († 26. června 2004)
  - Viktor Cybulenko, sovětský oštěpař. olympijský vítěz († 19. října 2013)
- 14. července – Sabu Martinez, americký hráč na konga († 13. ledna 1979)
- 15. července
  - Stephen Smale, americký matematik
  - Jacques Derrida, francouzský filozof († 8. října 2004)
- 17. července
  - Sigvard Ericsson, švédský olympijský vítěz v rychlobruslení († 29. prosince 2013)
  - Arpád Račko, slovenský sochař († 2. ledna 2015)
- 21. července – Helen Merrill, americká jazzová zpěvačka
- 22. července – Jurij Arťuchin, sovětský kosmonaut († 4. srpna 1998)
- 23. července – Edward Gorol, polský sochař († 2003)
- 25. července – Jurij Michajlov, sovětský rychlobruslař, olympijský vítěz († 15. července 2008)
- 28. července – Manfred Bierwisch, německý lingvista
- 29. července – Georgi Konstantinovski, makedonský architekt († 8. prosince 2020)
- 1. srpna
  - Pierre Bourdieu, francouzský sociolog a antropolog († 23. ledna 2002)
  - Lawrence Eagleburger, ministr zahraničních věcí Spojených států amerických († 4. června 2011)
- 5. srpna
  - Michal Kováč, prezident Slovenska († 5. října 2016)
  - Neil Armstrong, americký pilot, astronaut a univerzitní profesor († 25. srpna 2012)
- 6. srpna – Abbey Lincoln, americká jazzová zpěvačka, herečka a skladatelka († 14. srpna 2010)
- 12. srpna
  - George Soros, americký finančník
  - Jacques Tits, belgický matematik († 5. prosince 2021)
- 14. srpna – Eddie Costa, americký jazzový klavírista a vibrafonista († 28. července 1962)
- 17. srpna
  - Harve Bennett, americký televizní a filmový producent a scenárista († 25. února 2015)
  - Ted Hughes, anglický básník († 28. října 1998)
- 19. srpna – Frank McCourt, americký spisovatel irského původu († 20. července 2009)
- 20. srpna
  - Nicole Marthe Le Douarin, francouzská vývojová bioložka
  - Jan Olszewski, premiér Polska († 7. února 2019)
- 21. srpna – Margaret, hraběnka Snowdon, mladší sestra královny Alžběty II. († 9. února 2002)
- 22. srpna
  - Boris Magaš, chorvatský architekt († 24. listopadu 2013)
  - Gilmar, brazilský fotbalista († 25. srpna 2013)
- 23. srpna – Michel Rocard, premiér Francie († 2. července 2016)
- 25. srpna
  - Sean Connery, skotský herec († 31. října 2020)
  - Georgij Danělija, gruzínský filmový režisér († 4. dubna 2019)
  - Baldur Ragnarsson, esperantský básník a překladatel († 25. prosince 2018)
- 26. srpna – Fritz Wunderlich, německý operní pěvec (tenorista) († 17. srpna 1966)
- 28. srpna – Ben Gazzara, americký herec a režisér († 3. února 2012)
- 30. srpna
  - Warren Buffett, americký miliardář, investor a filantrop
  - Paul Poupard, francouzský kardinál
- 1. září – Michel Serres, francouzský filozof a historik vědy († 1. června 2019)
- 3. září – Jorge Ángel Livraga Rizzi, italský filozof a spisovatel († 7. října 1991)
- 6. září – Salvatore De Giorgi, italský kardinál
- 7. září
  - Sonny Rollins, americký jazzový saxofonista
  - Baudouin I. Belgický, král Belgie, vévoda brabantský († 31. července 1993)
- 8. září
  - Mario Adorf, německý herec, spisovatel a zpěvák
  - Árpád Pusztai, maďarský biochemik († 17. prosince 2021)
- 9. září – Soňa Čechová, slovenská překladatelka a novinářka († 4. března 2007)
- 11. září – Dušan Blaškovič, slovenský herec († 17. září 2001)
- 12. září – Akira Suzuki, japonský chemik, držitel Nobelovy ceny za chemii 2010
- 15. září – Halszka Osmólska, polská paleontoložka († 31. března 2008)
- 16. září – Anne Francisová, americká herečka († 2. ledna 2011)
- 17. září
  - Edgar Mitchell, americký astronaut († 4. února 2016)
  - Thomas Stafford, americký astronaut
- 18. září – Ignatius Moussa I. Daúd, syrský patriarcha Antiochie, kardinál († 6. dubna 2012)
- 19. září
  - Muhal Richard Abrams, americký jazzový klavírista, klarinetista a skladatel († 29. října 2017)
  - Ernst-Wolfgang Böckenförde, právní filosof a soudce německého ústavního soudu († 24. února 2019)
- 21. září – Anton Špiesz, slovenský historik († 14. ledna 1993)
- 22. září – Antonio Saura, španělský malíř († 22. června 1998)
- 23. září
  - Don Edmunds, americký automobilový závodník a konstruktér († 12. srpna 2020)
  - Ray Charles, americký zpěvák, klavírista a skladatel († 10. června 2004)
  - Vytautas Majoras, litevský lidový umělec, sochař († 19. března 2006)
- 24. září
  - John Young, americký astronaut († 5. ledna 2018)
  - Józef Krupiński, polský básník († 1. září 1998)
- 25. září – Shel Silverstein, americký básník, textař a spisovatel († 10. května 1999)
- 26. září
  - Joe Brown, britský horolezec († 15. dubna 2020)
  - Michele Giordano, arcibiskup Neapole, kardinál († 2. prosince 2010)
- 27. září – Françoise Xenakis, francouzská spisovatelka a novinářka († 12. února 2018)
- 28. září – Immanuel Wallerstein, americký sociolog, historik a ekonom († 31. srpna 2019)
- 29. září – Billy Strange, americký zpěvák, kytarista, skladatel a herec († 22. února 2012)
- 1. října
  - John Vikström, arcibiskup Finska
  - Richard Harris, irský herec, zpěvák, skladatel, režisér a spisovatel († 25. října 2002)
  - Philippe Noiret, francouzský herec († 23. listopadu 2006)
- 5. října
  - Reinhard Selten, německý ekonom († 23. srpna 2016)
  - Pavel Popovič, sovětský vojenský letec a kosmonaut († 29. září 2009)
- 6. října – Háfiz al-Asad, syrský prezidenta († 10. června 2000)
- 8. října
  - Pepper Adams, americký jazzový saxofonista a skladatel († 10. září 1986)
  - Tóru Takemicu, japonský hudební skladatel († 20. února 1996)
- 10. října
  - Yves Chauvin, francouzský chemik, Nobelova cena za chemii 2005 († 28. ledna 2015)
  - Harold Pinter, anglický dramatik, básník, herec a politický aktivista, Nobelova cena za literaturu 2005 († 24. prosince 2008)
- 12. října – Jens Martin Knudsen, dánský astrofyzik († 17. února 2005)
- 14. října – Mobutu Sese Seko, prezident Zairu († 7. září 1997)
- 15. října
  - Christian Wiyghan Tumi, kamerunský kardinál († 2. dubna 2021)
  - FM-2030, Fereidoun M. Esfandiary, americko-íránský transhumanistický filozof a futurolog († 8. července 2000)
- 16. října
  - John Polkinghorne, britský částicový fyzik († 9. března 2021)
  - Dan Pagis, izraelský básník († 29. července 1986)
- 22. října – José Guardiola, španělský zpěvák († 9. dubna 2012)
- 24. října – Johan Galtung, norský průkopník metod nenásilných řešení konfliktů († 17. února 2024)
- 26. října – John Arden, anglický dramatik († 28. března 2012)
- 28. října
  - Bernie Ecclestone, britský automobilový funkcionář
  - Ladislav Dobos, slovenský spisovatel, publicista, politik († 25. července 2014)
- 29. října
  - Niki de Saint Phalle, francouzská malířka a sochařka († 21. května 2002)
  - Omara Portuondo, kubánská zpěvačka
- 30. října
  - Gian Vittorio Baldi, italský režisér († 23. března 2015)
  - Clifford Brown, americký jazzový trumpetista († 26. června 1956)
- 31. října
  - Michael Collins, americký pilot a astronaut († 28. dubna 2021)
  - Booker Ervin, americký jazzový saxofonista († 31. července 1970)
- 4. listopadu – Horia Aramă, rumunský básník, esejista a prozaik († 22. října 2007)
- 7. listopadu – Greg Bell, americký olympijský vítěz ve skoku do dálky
- 11. listopadu – Tadeusz Nowak, polský básník, spisovatel a překladatel († 10. srpna 1991)
- 12. listopadu – Tonke Dragtová, nizozemská spisovatelka
- 14. listopadu
  - Jānis Pujats, lotyšský římskokatolický kardinál
  - Edward Higgins White, americký astronaut († 27. ledna 1967)
  - Jay Migliori, americký jazzový saxofonista († 2. září 2001)
- 15. listopadu – James Graham Ballard, britský spisovatel († 19. dubna 2009)
- 16. listopadu
  - Chinua Achebe, nigerijský romanopisec, básník, profesor a kritik († 21. března 2013)
  - Orvar Bergmark, švédský fotbalista a reprezentant († 10. května 2004)[2]
  - Prawitz Öberg, švédský fotbalista a reprezentant († 4. listopadu 1995)[3]
- 17. listopadu
  - David Amram, americký hudební skladatel a dirigent
  - Bob Mathias, americký dvojnásobný olympijský vítěz v desetiboji († 2. září 2006)
- 19. listopadu – Bernard Noël, francouzský spisovatel a básník († 13. dubna 2021)
- 20. listopadu – Čche Jong-rim, premiér Severní Koreje
- 22. listopadu
  - Owen Garriott, americký vědec a kosmonaut († 15. dubna 2019)
  - Jozef Novák, slovenský heraldik a genealog
- 25. listopadu – Jan Peder Syse, premiér Norska († 17. září 1997)
- 26. listopadu – Uladzimir Karatkevič, běloruský spisovatel, básník, dramatik († 25. července 1984)
- 28. listopadu – Mikuláš Athanasov, slovenský zápasník, bronzová medaile na OH († 25. prosince 2005)
- 1. prosince – Marie Bashirová, australská lékařka, guvernérka Nového Jižního Walesu
- 2. prosince
  - Georges Matheron, francouzský matematik a geolog († 7. srpna 2000)
  - Gary Stanley Becker, americký ekonom, Nobelova cena 1992 († 3. května 2014)
- 3. prosince – Jean-Luc Godard, francouzský režisér, herec a scenárista († 13. září 2022)
- 4. prosince – Jim Hall, americký jazzový kytarista († 10. prosince 2013)
- 6. prosince – Rolf Hoppe, německý herec († 14. listopadu 2018)
- 8. prosince
  - John Morressy, americký spisovatel fantasy a sci-fi († 20. března 2006)
  - Maximilian Schell, rakouský herec a režisér († 1. února 2014)
- 11. prosince – Jean-Louis Trintignant, francouzský herec († 17. června 2022)
- 13. prosince – Ben Tucker, americký jazzový kontrabasista († 4. června 2013)
- 16. prosince – Sam Most, americký jazzový flétnista a saxofonista († 13. června 2013)
- 20. prosince – Dominic Barto, americký herec († 10. dubna 2019)
- 26. prosince – Jean Ferrat, francouzský zpěvák a básník († 13. března 2010)
- 27. prosince – Marshall Sahlins, americký antropolog († 5. dubna 2021)
- 28. prosince – Ed Thigpen, americký jazzový bubeník († 13. ledna 2010)
- 30. prosince
  - Tchu Jou-jou, čínská chemička a farmakoložka, Nobelova cena 2015
  - Dündar Ali Osman, hlava osmanské dynastie po pádu říše († 18. ledna 2001)
- 31. prosince – Ján Kulich, slovenský sochař († 15. března 2015)
- ? – Aneurin Jones, velšský malíř († 25. září 2017)

## Úmrtí
Automatický abecedně řazený seznam viz Kategorie:Úmrtí v roce 1930

### Česko

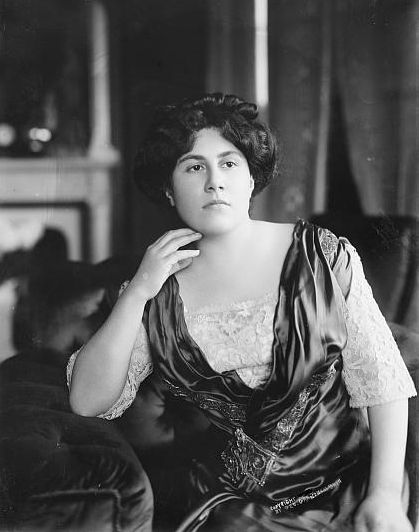
Ema Destinnová († 29. ledna)

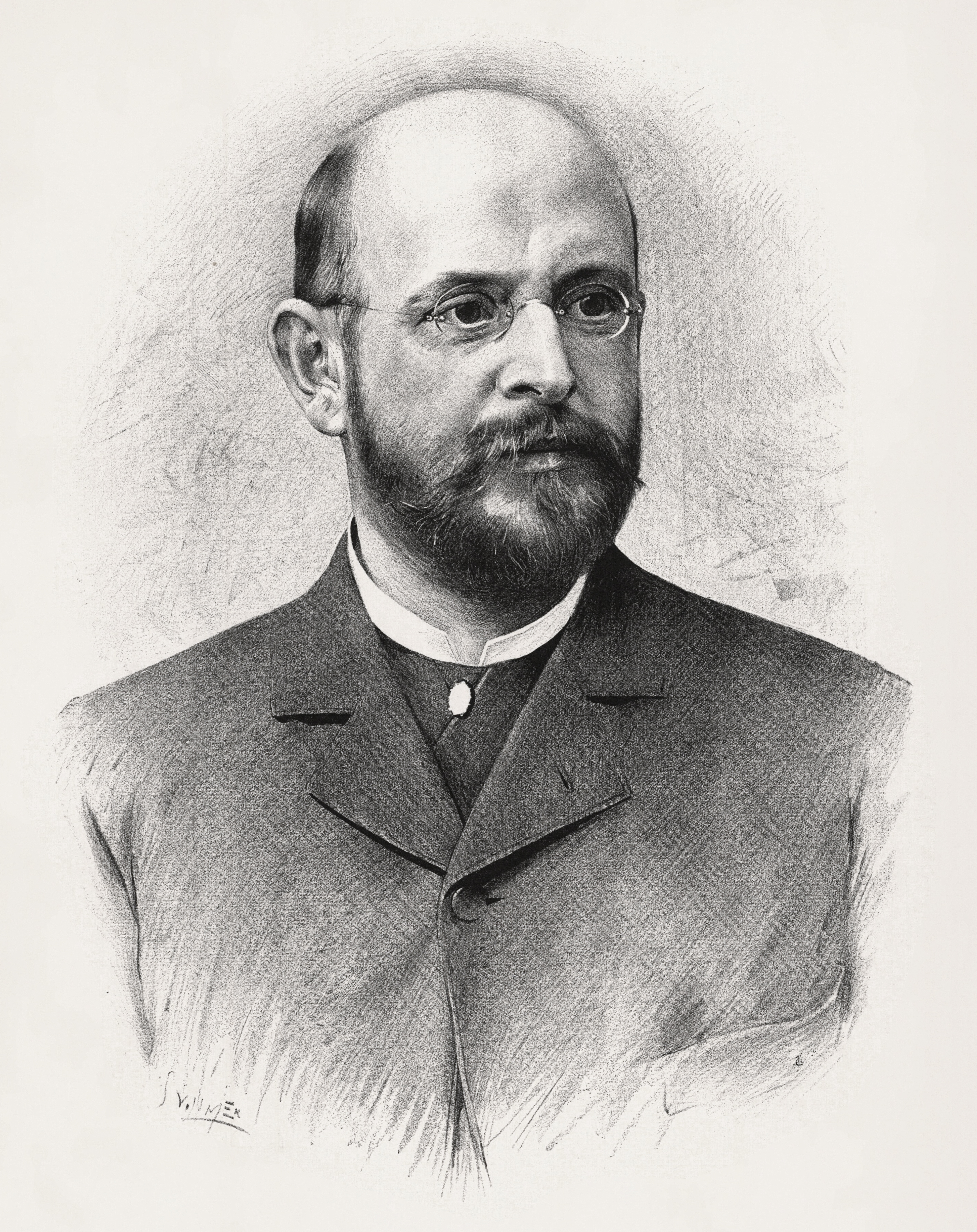
Alois Jirásek († 12. března)

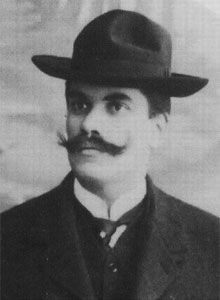
Václav Laurin († 4. prosince)

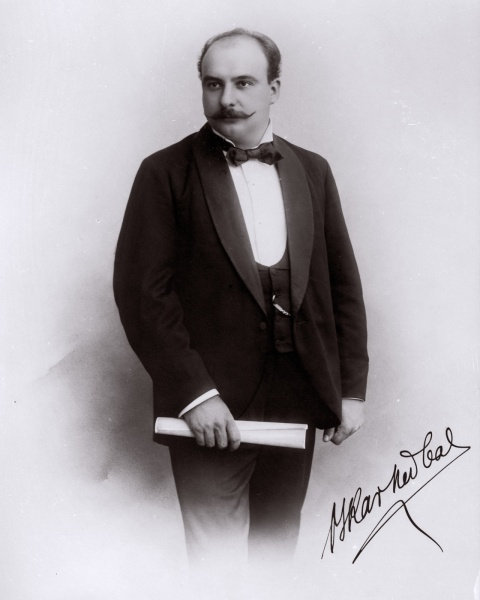
Oskar Nedbal († 24. prosince)

- 4. ledna – Josef Kowař, probošt litoměřické kapituly (* 3. října 1850)
- 20. ledna – Franz Clam-Gallas, šlechtic (* 26. července 1854)
- 21. ledna – Jaroslav Vlček, český a slovenský literární historik (* 22. ledna 1860)
- 22. ledna – Josef Antonín Jíra, archeolog a sběratel (* 19. července 1868)
- 27. ledna – Juraj Janoška, československý biskup a politik (* 24. prosince 1856)
- 28. ledna – Ema Destinnová, operní pěvkyně (* 26. února 1878)
- 29. ledna
  - Josef Reinsberg, lékař, politik, rektor Univerzity Karlovy (* 18. srpna 1844)
  - Jaroslav Brabec, československý politik (* 28. července 1869)
- 4. února – Rudolf Zamrzla, sbormistr, dirigent a skladatel (* 21. ledna 1869)
- 9. února – Gabriel Fránek, skladatel a dirigent (* 13. prosince 1859)
- 4. března – Josef Samsour, kněz, profesor církevních dějin (* 7. srpna 1870)
- 12. března – Alois Jirásek, spisovatel (* 23. srpna 1851)
- 13. března – Rudolf Ferdinand Kinský, šlechtic (* 2. prosince 1859)
- 21. března – Artur Kraus, podnikatel, popularizátor astronomie, průkopník sportu a technických novinek (* 2. srpna 1854)
- 23. března – Alois Slovák, jezuita, pedagog a vlastenecký kazatel (* 1. srpna 1859)
- 26. března – Emil Králíček, architekt (* 11. října 1877)
- 7. dubna – Edmund Palkovský, vlastenec, právník a podnikatel (* 18. října 1858)
- 24. dubna – Václav Weinzettl, architekt, ředitel průmyslové školy sochařské a kamenické v Hořicích (* 4. ledna 1862)
- 12. května – Josef Štolba, právník, pedagog a spisovatel (* 3. května 1846)
- 21. května
  - Marie Záhořová-Němcová, pedagožka, vnučka Boženy Němcové (* 10. května 1885)
  - Ludvík Lábler, kutnohorský stavitel (* 9. května 1855)
- 22. května – Božena Ecksteinová, československá sociálně demokratická politička (* 7. března 1871)
- 24. května – Josef Vacek, profesor srovnávací pravovědy a církevního práva (* 11. listopadu 1875)
- 26. května – Josef Vančura, právník, profesor římského práva (* 21. února 1870)
- 29. května – Stanislav Čeček, generál československých legií v Rusku (* 13. listopadu 1886)
- 30. května – Gustav Heidler, československý politik a poslanec (* 7. září 1883)
- 4. června – František Hamza, lékař a spisovatel (* 6. března 1868)
- 5. června – Irma Reichová, operní pěvkyně (* 14. března 1859)
- 8. června – František Malkovský, první český akrobatický pilot (* 5. prosince 1897)
- 9. června – H. Uden, lékař, politik a spisovatel (* 5. října 1847)
- 14. června – Otakar Svoboda, československý politik (* 24. října 1880)
- 21. června – Lev Blatný, spisovatel a divadelník (* 11. dubna 1894)
- 4. srpna – Karel Kálal, pedagog a spisovatel (* 9. ledna 1860)
- 16. září – Filip Dobrovolný, československý politik (* 9. dubna 1880)
- 24. září – Emanuel Lehocký, československý politik (* 4. ledna 1876)
- 30. září – Jan Sedlák, světící biskup pražský a spisovatel (* 9. dubna 1854)
- 5. října – Jaroslav Bakeš, chirurg, sběratel minerálů a cestovatel (* 16. září 1871)
- 19. října – František Wald, profesor fyzikální chemie, rektor ČVUT (* 9. ledna 1861)
- 29. října – Karel Ladislav Kukla, spisovatel (* 29. ledna 1863)
- 23. listopadu
  - Václav Roštlapil, architekt (* 29. listopadu 1856)
  - František Vogner, učitel, sbormistr a hudební skladatel (* 25. března 1850)
  - Kamil Fiala, lékař, literární kritik a překladatel (* 31. července 1880)
- 27. listopadu – Velimir Vukićević, předseda vlády Království Srbů, Chorvatů a Slovinců (* 11. července 1871)
- 30. listopadu – Karel Štapfer, ilustrátor a scénograf (* 14. května 1863)
- 4. prosince – Václav Laurin, technik a podnikatel (* 27. září 1865)
- 13. prosince – Josef Pekárek, sochař a medailér (* 28. září 1873)
- 21. prosince
  - Otakar Srdínko, lékař a politik (* 1. ledna 1875)
  - Gustav Schmoranz, divadelní režisér (* 16. září 1858)
- 23. prosince – Johann Tschapek, československý politik německé národnosti (* 27. března 1875)
- 24. prosince
  - Oskar Nedbal, hudební skladatel, dirigent a violista (* 26. března 1874)
  - Theodor Kašpárek, lékař a zvěrolékař (* 21. dubna 1864)
- 28. prosince – Vilém Nikodém, spisovatel, archivář a kronikář (* 10. února 1852)
- 29. prosince – Josef Slabý, děkan teologické fakulty v Olomouci (* 26. března 1869)
- 30. prosince – Ladislav Syllaba, lékař a politik (* 16. června 1868)

### Svět

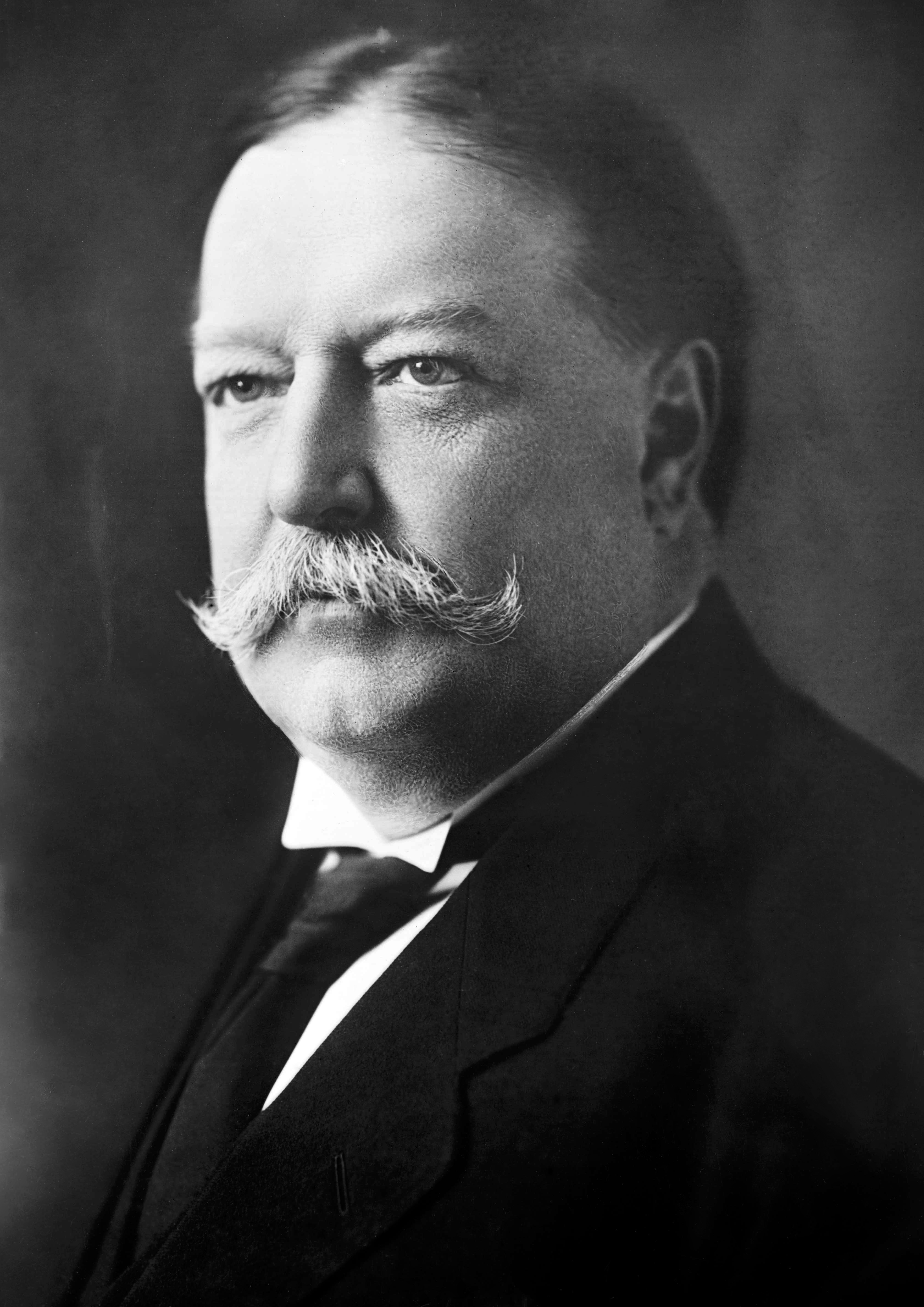
William Howard Taft († 8. března)

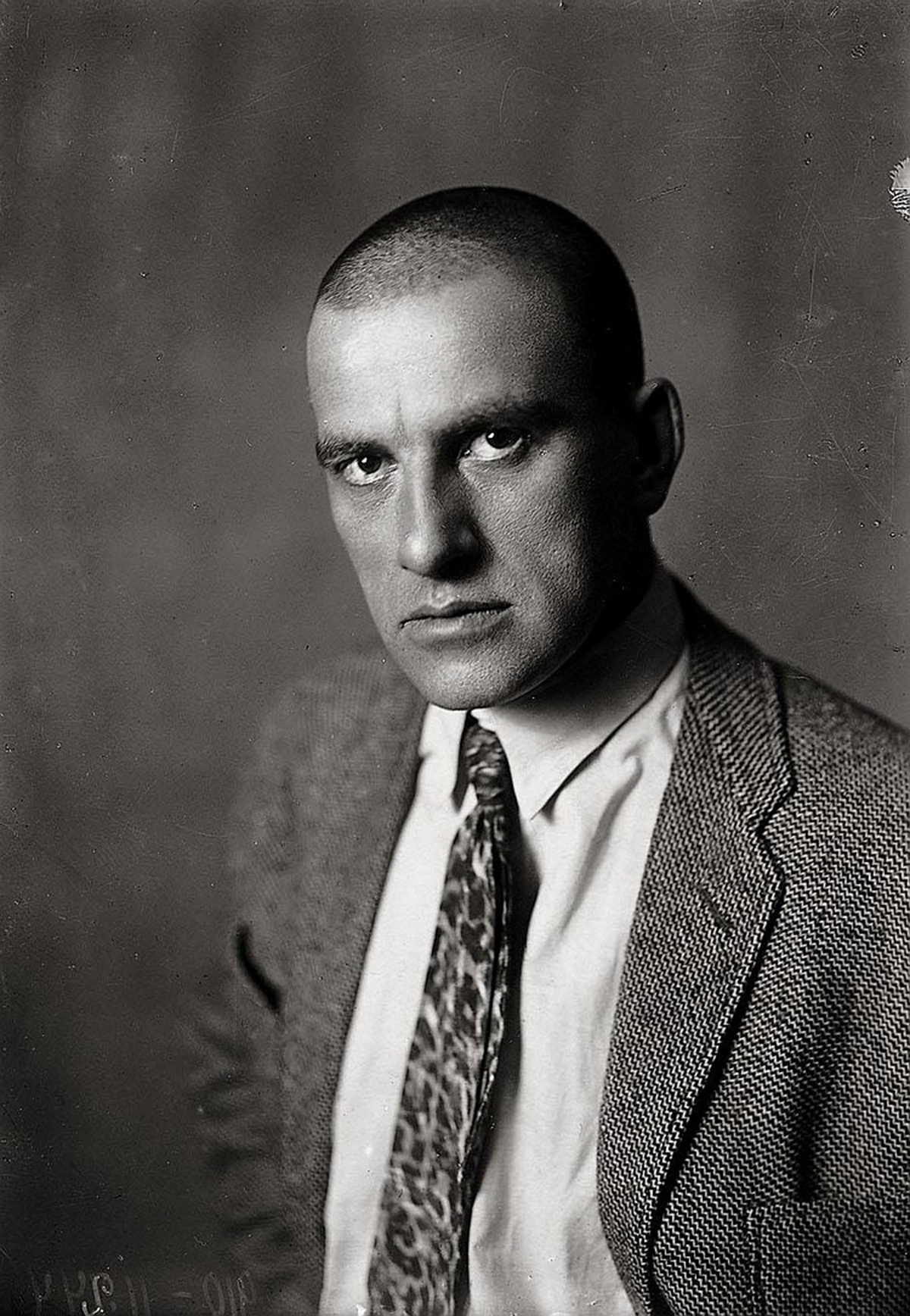
Vladimir Vladimirovič Majakovskij († 14. dubna)

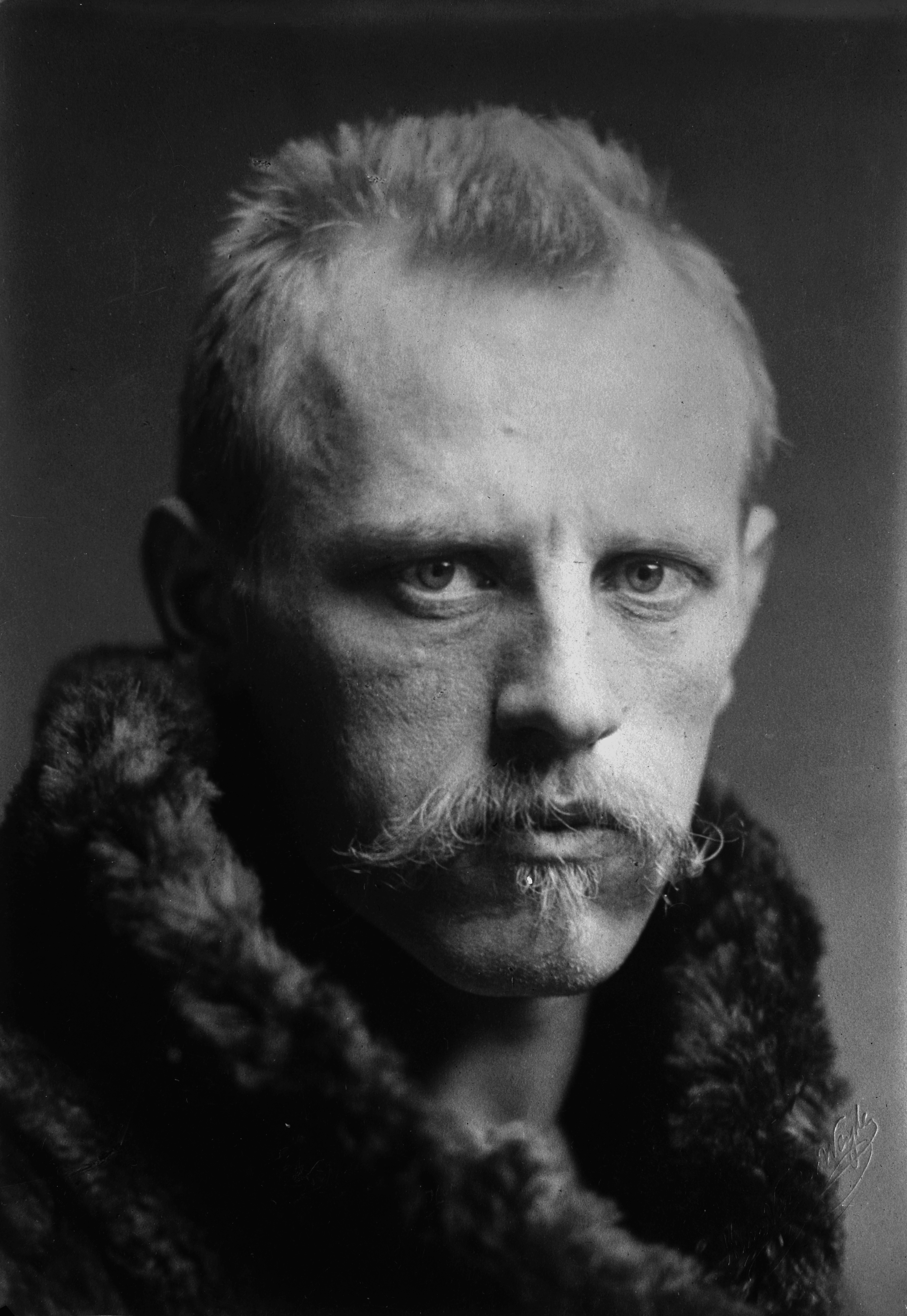
Fridtjof Nansen († 13. května)

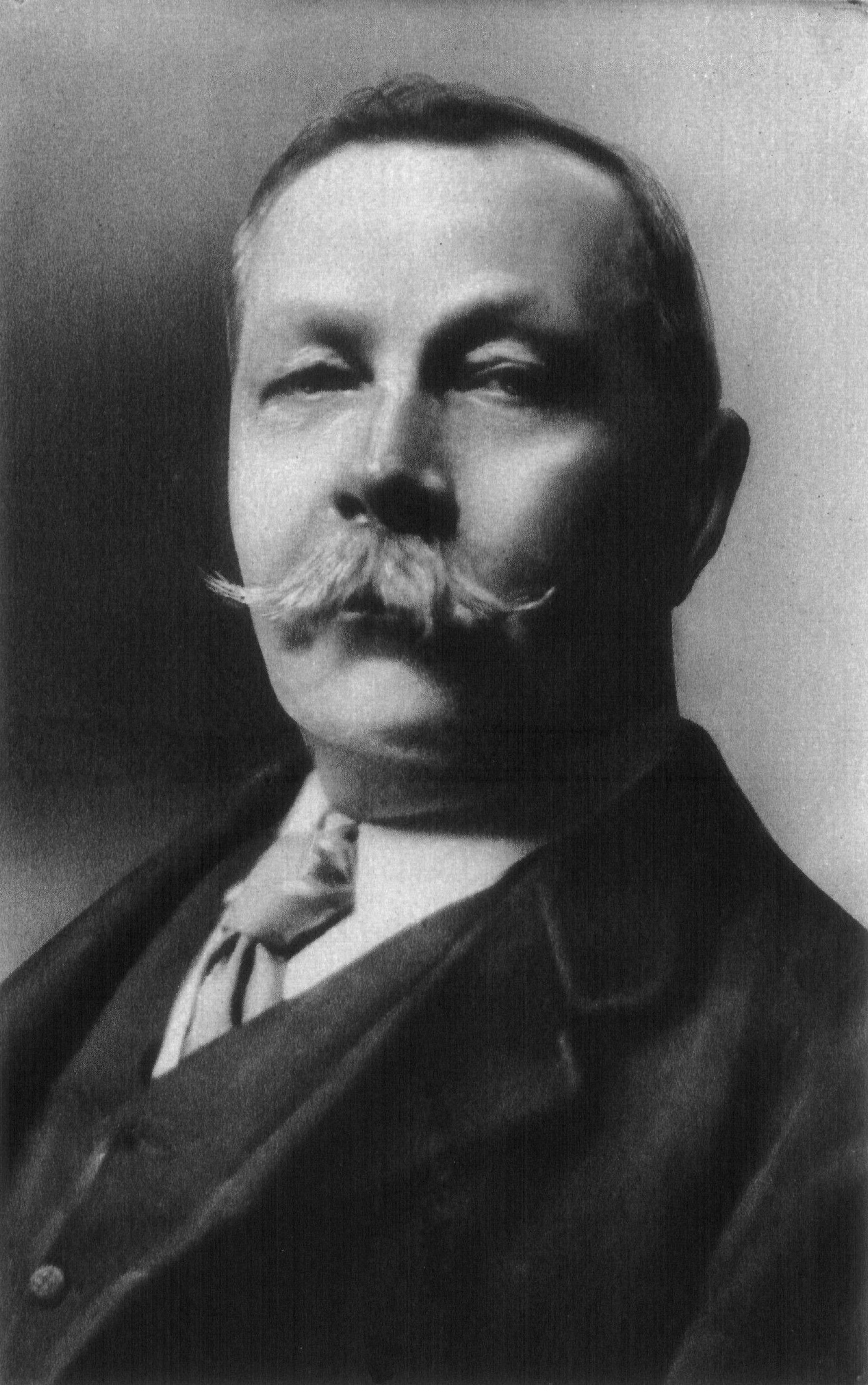
Arthur Conan Doyle († 7. července)

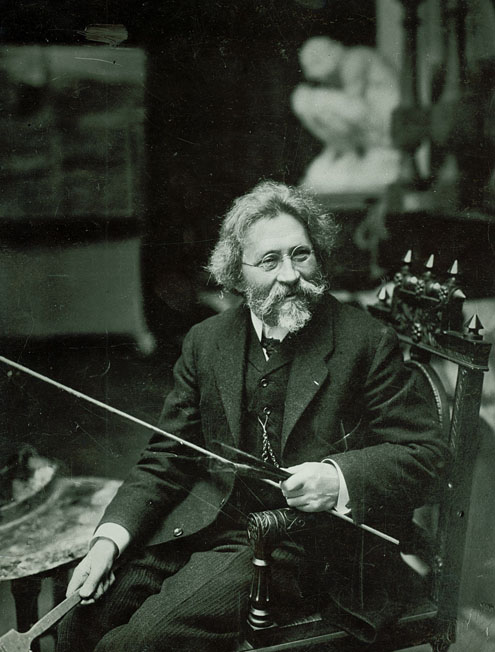
Ilja Repin († 29. září)

- 3. ledna – Wilhelm von Plüschow, německý fotograf (* 18. srpna 1852)
- 19. ledna – Frank Ramsey, britský matematik (* 22. února 1903)
- 23. ledna – Hippolyte Sébert, francouzský esperantista, vědec a generál (* 1839)
- 29. ledna – Alžběta Františka Rakousko-Toskánská, arcivévodkyně rakouská, hraběnka Waldburg-Zeil (* 27. ledna 1892)
- 1. února – Franz Stibral, předlitavský státní úředník a politik (* 16. listopadu 1854)
- 15. února – Giulio Douhet, italský generál, teoretik vedení vzdušného boje (* 30. května 1869)
- 18. února – Johannes Driesch, německý malíř (* 21. listopadu 1901)
- 23. února – Horst Wessel, autor textu nacistické písně Horst-Wessel-Lied (* 9. září 1907)
- 27. února – Ahmad Šáh, perský šáh z rodu Kádžárovců (* 21. ledna 1898)
- 2. března – David Herbert Lawrence, anglický spisovatel (* 11. září 1885)
- 6. března – Alfred von Tirpitz, německý velkoadmirál (* 19. března 1849)
- 8. března – William Howard Taft, prezident Spojených států amerických (* 15. září 1857)
- 11. března – Silvio Gesell, německý ekonomický teoretik (* 17. března 1862)
- 15. března – Antonio Beltramelli, italský spisovatel (* 11. ledna 1879)
- 16. března – Miguel Primo de Rivera, španělský generál a diktátor (* 8. ledna 1870)
- 18. března – Matko Laginja, hlavní postava chorvatského národního hnutí na Istrii (* 10. srpna 1852)
- 19. března – Arthur Balfour, britský premiér (* 25. července 1848)
- 1. dubna – Cosima Wagnerová, dcera skladatele Franz Liszta (* 24. prosince 1837)
- 2. dubna – Zauditu I., etiopská císařovna (* 29. dubna 1876)
- 3. dubna – Into Konrad Inha, finský fotograf a spisovatel (* 12. listopadu 1865)
- 4. dubna – Viktorie Bádenská, švédská královna (* 7. srpna 1862)
- 9. dubna – Heinrich von Wittek, předlitavský politik (* 29. ledna 1844)
- 13. dubna – Alfred Ellis, anglický divadelní fotograf (* 1854)
- 14. dubna
  - Aref al-Dajani, palestinský starosta Jeruzaléma (* ? 1856)
  - Vladimír Vladimirovič Majakovskij, ruský básník a dramatik (* 19. července 1893)
- 16. dubna – José Carlos Mariátegui, peruánský novinář a marxistický politik (* 14. června 1894)
- 22. dubna – Jeppe Aakjær, dánský spisovatel (* 10. září 1866)
- 25. dubna – Emilio Rabasa, chiapasský romanopisec, advokát a politik (* 22. května 1856)
- 2. května – Isidor Gunsberg, maďarský, později britský, šachista (* 2. listopadu 1854)
- 8. května – Joseph Adamowski, americko-polský violoncellista (* 4. července 1862)
- 12. května – Nicola Perscheid, německý portrétní fotograf (* 3. prosince 1864)
- 13. května – Fridtjof Nansen, norský průzkumník, vědec a diplomat (* 10. října 1861)
- 31. května – Rudolf von Schuster-Bonnott, předlitavský státní úředník, bankéř a politik (* 12. dubna 1855)
- 5. června – Eric Lemming, švédský olympijský vítěz v hodu oštěpem (* 22. ledna 1880)
- 10. června – Adolf von Harnack, německý teolog (* 17. května 1851)
- 17. června – Władysław Dulęba, polský politik (* 1851)
- 18. června – Jules Richard, francouzský průmyslník a fotograf (* 19. prosince 1848)
- 27. června – Kakuca Čolokašvili, gruzínský národní hrdina (* 14. července 1888)
- 1. července – Maximilian Njegovan, rakousko-uherský admirál (* 31. října 1858)
- 7. července
  - Paweł Myrdacz, rakousko-uherský lékař (* 4. května 1847)
  - Arthur Conan Doyle, anglický ( skotský ) spisovatel (* 22. května 1859)
- 11. července – Andon Zako Çajupi, albánský spisovatel (* 27. března 1866)
- 23. července – Glenn Curtiss, americký průkopník letectví (* 21. května 1878)
- 28. července – Allvar Gullstrand, švédský oftalmolog, nositel Nobelovy ceny (* 5. června 1862)
- 29. července – Georgi Konstantinovski, makedonský architekt
- 4. srpna – Siegfried Wagner, německý hudební skladatel a dirigent (* 6. června 1869)
- 8. srpna – Launceston Elliot, skotský vzpěrač, olympijský vítěz (* 9. června 1874)
- 18. srpna – Vladan Đorđević, srbský politik, lékař, spisovatel a předseda vlády (* 3. prosince 1844)
- 21. srpna – Ettore Bugatti, automobilový konstruktér (* 15. září 1881)
- 24. srpna – Tom Norman, anglický podnikatel a showman (* 7. května 1860)
- 4. září – Vladimir Klavdijevič Arseňjev, sovětský etnograf, geograf, cestovatel a spisovatel (* 10. září 1872)
- 20. září – Gonbožab Cybikov, ruský cestovatel, etnograf a orientalista (* 20. dubna 1873)
- 24. září – Otto Mueller, německý expresionistický malíř (* 16. listopadu 1874)
- 29. září – Ilja Jefimovič Repin, ruský malíř a sochař (* 5. srpna 1844)
- 10. října – Adolf Engler, německý botanik (* 25. března 1844)
- 24. října – Paul Émile Appell, francouzský matematik (* 27. září 1855)
- 28. října – Mary Harrisonová McKeeová, dcerou prezidenta USA Benjamina Harrisona, první dáma USA (* 3. dubna 1858)
- 2. listopadu – Viggo Jensen, první dánský olympijský vítěz (* 22. června 1874)
- 3. listopadu – Alfred Wegener, německý geolog a meteorolog (* 1. listopadu 1880)
- 5. listopadu – Christiaan Eijkman, nizozemský lékař, nositel Nobelovy ceny za fyziologii a medicínu (* 11. srpna 1858)
- 6. listopadu – Adolf Wölfli, švýcarský výtvarník (* 29. února 1864)
- 17. listopadu – Karl von Leth, ministr financí Předlitavska (* 27. května 1861)
- 24. listopadu – André Charlet, francouzský hokejový brankář, zlato na ME 1924 (* 24. dubna 1898)
- 26. listopadu – Otto Sverdrup, norský námořník, polárník a objevitel (* 31. října 1854)
- 27. listopadu – Velimir Vukićević, předseda vlády Království Srbů, Chorvatů a Slovinců (* 11. července 1871)
- 30. listopadu – Mary Harris Jones, americká socialistka (* 1. srpna 1837)
- 1. prosince – Gustaf Estlander, švédsko-finský architekt, rychlobruslař a jachtař (* 18. září 1876)
- 7. prosince – Noe Ramišvili, gruzínský politik a první premiér Gruzie (* 5. dubna 1881)
- 13. prosince
  - Fritz Pregl, rakouský chemik slovinského původu, nositel Nobelovy ceny (* 3. září 1869)
  - Arthur Wharton, anglický fotbalista (* 28. října 1865)
- 26. prosince – George Davison, anglický fotograf (* 19. září 1854)
- 28. prosince – Antonio Mancini, italský malíř (* 14. listopadu 1852)
- ? – Alfred John Keene, anglický malíř (* 1864)

## Hlavy státu
Evropa:
- Československo Tomáš Garrigue Masaryk
- Litva – Antanas Smetona
- Sovětský svaz – Josif Vissarionovič Stalin
- Německo – Paul von Hindenburg

Afrika:
- Etiopie – Haile Selassie
- Sovětský svaz – Josif Vissarionovič Stalin

Asie:
- Japonsko – Hirohito

Amerika:
- Spojené státy americké – Prezident Herbert Hoover